# Ázsia dinoszauruszainak listája

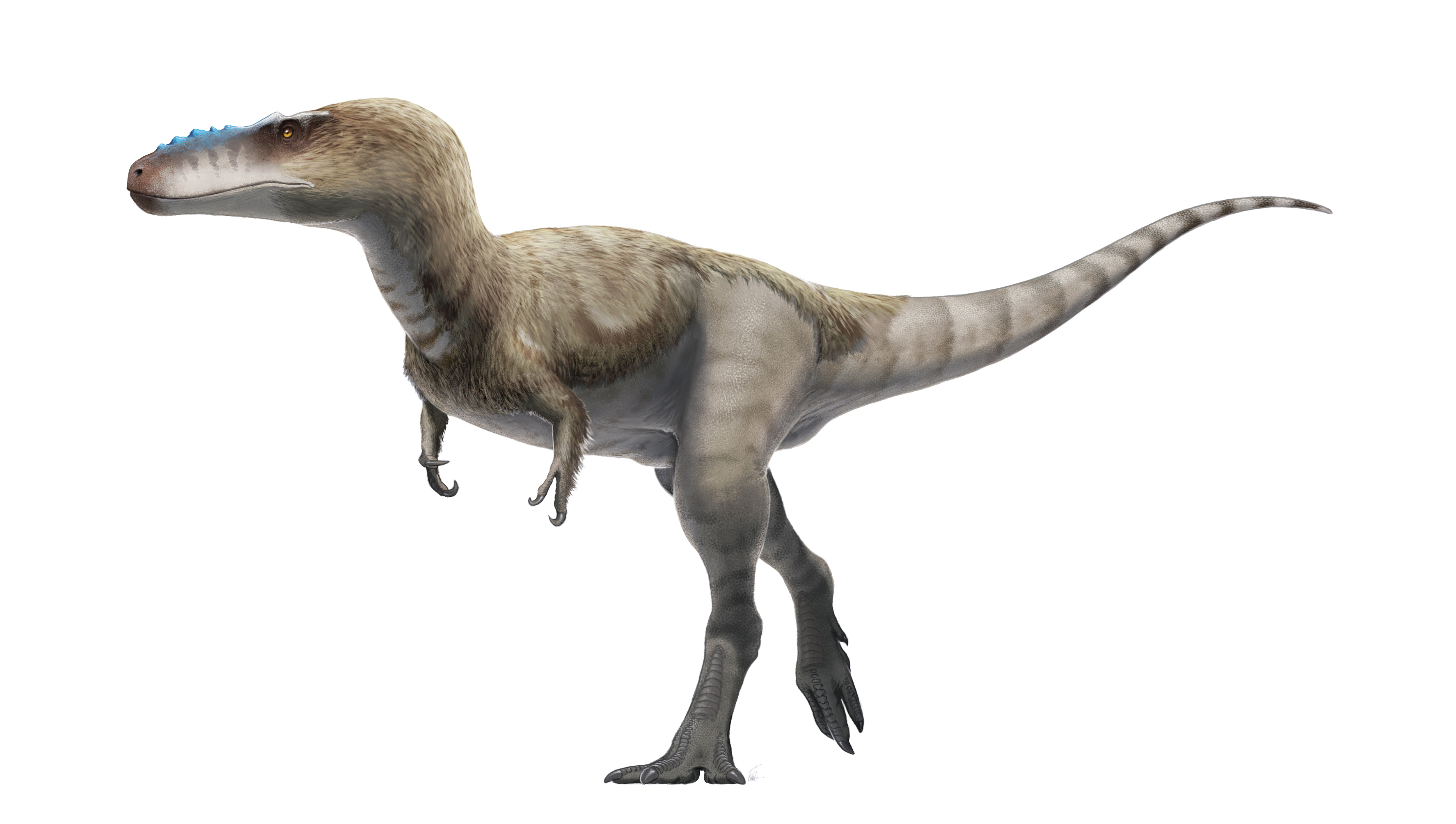
Alioramus

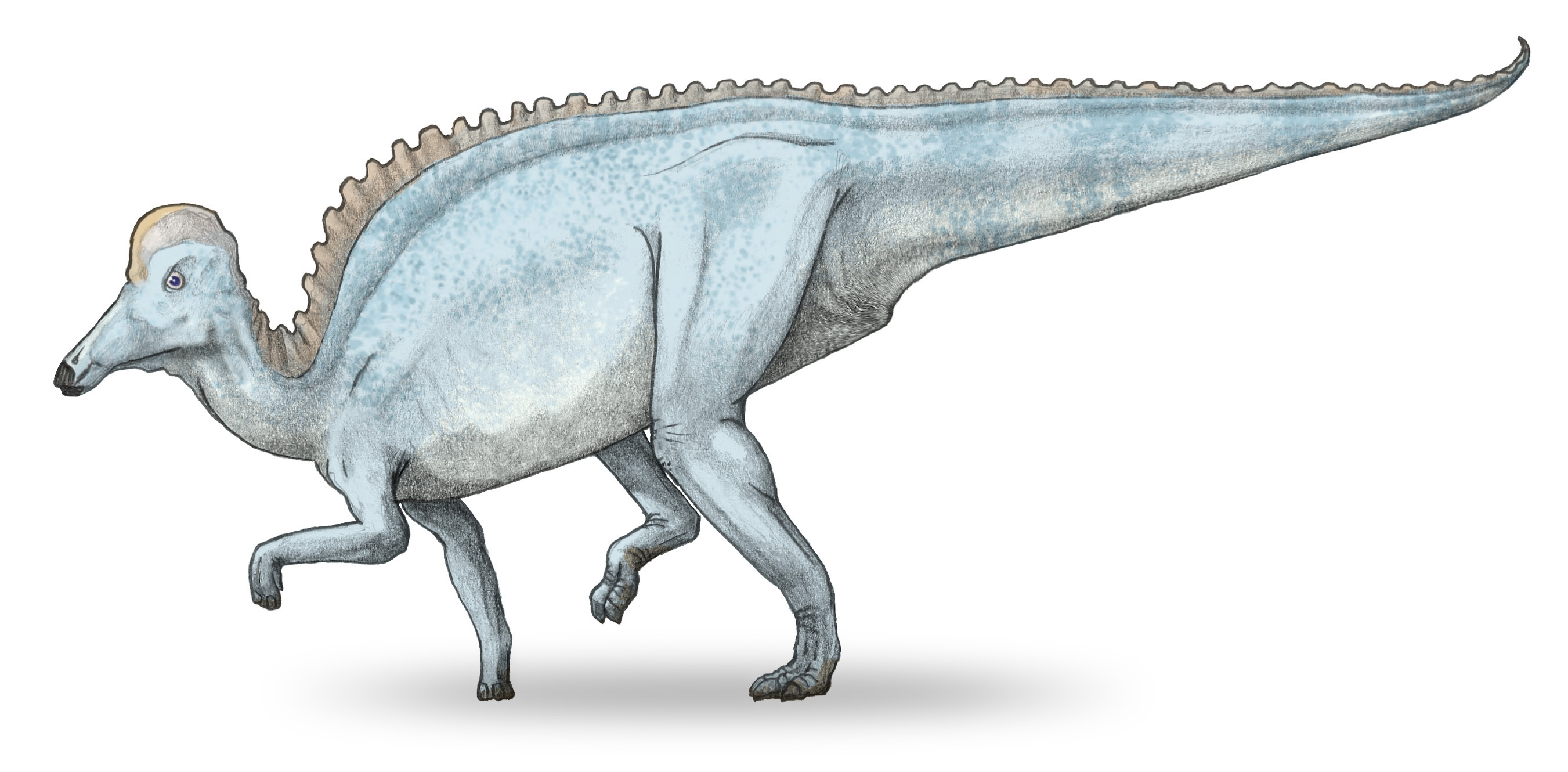
Amurosaurus

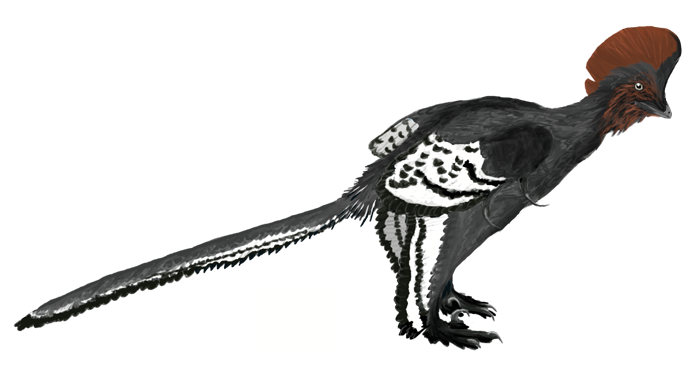
Anchiornis

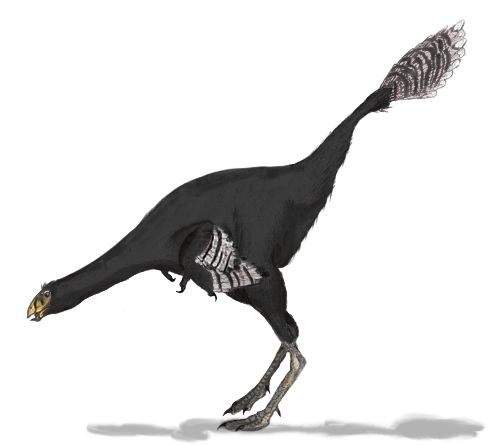
Caudipteryx

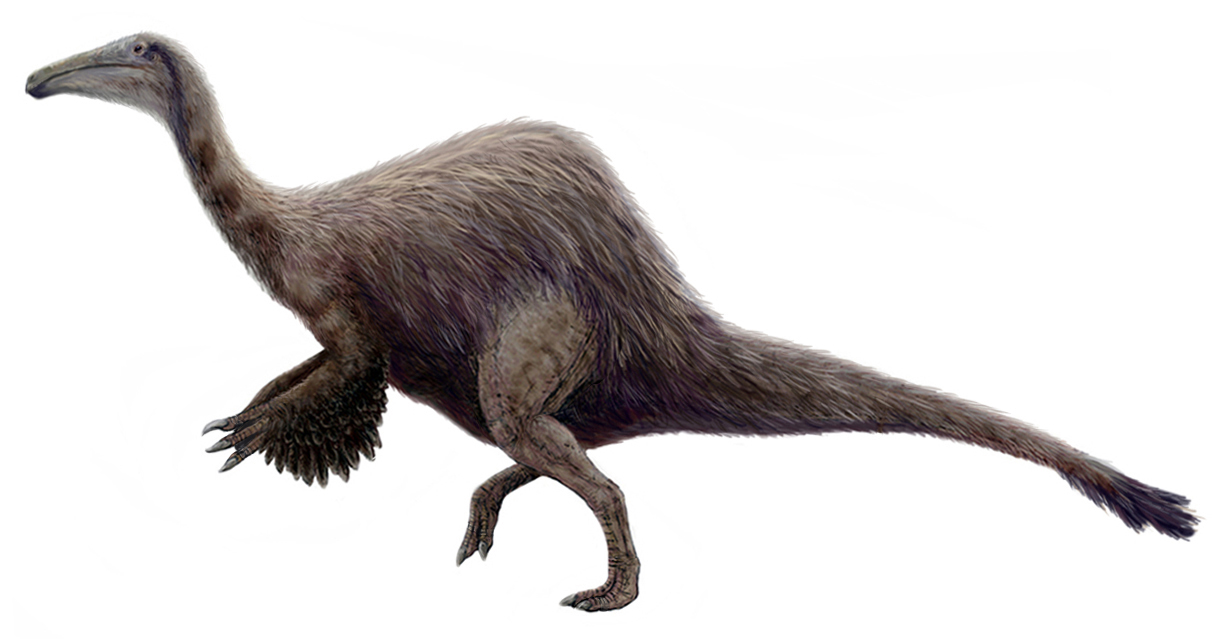
Deinocheirus

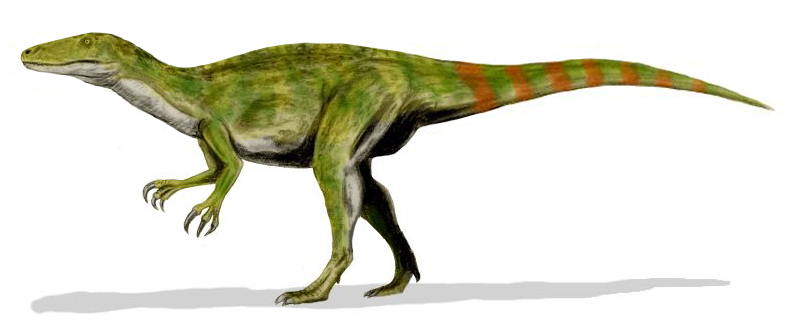
Fukuiraptor

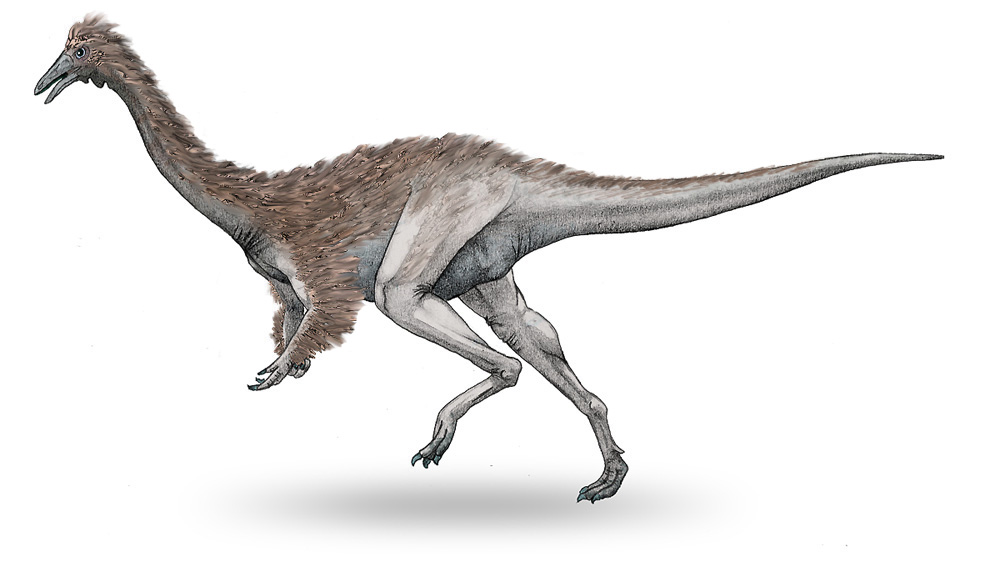
Garudimimus

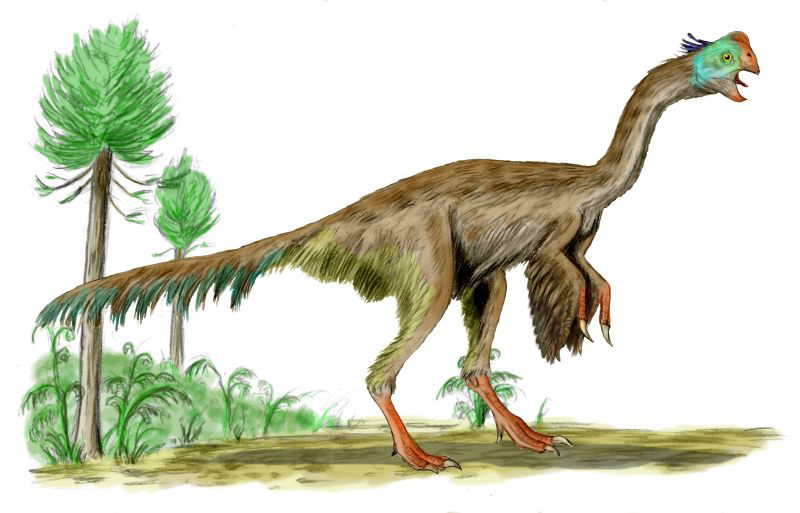
Gigantoraptor

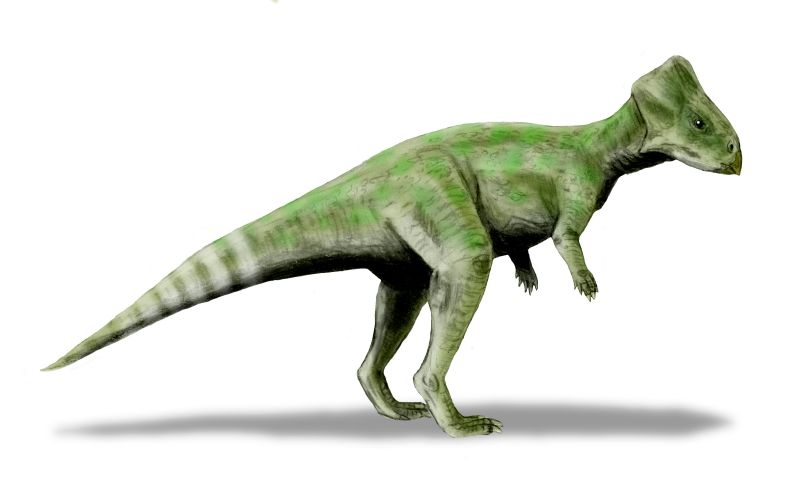
Graciliceratops

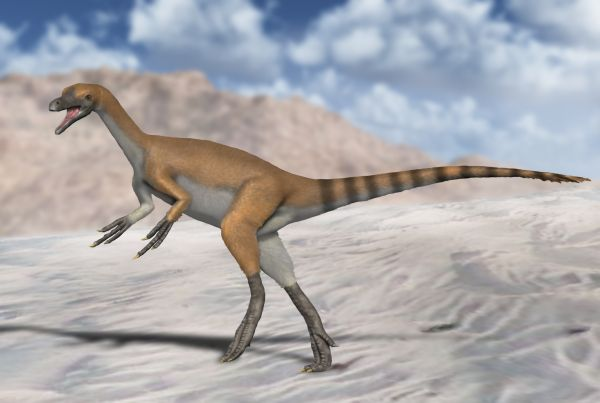
Haplocheirus

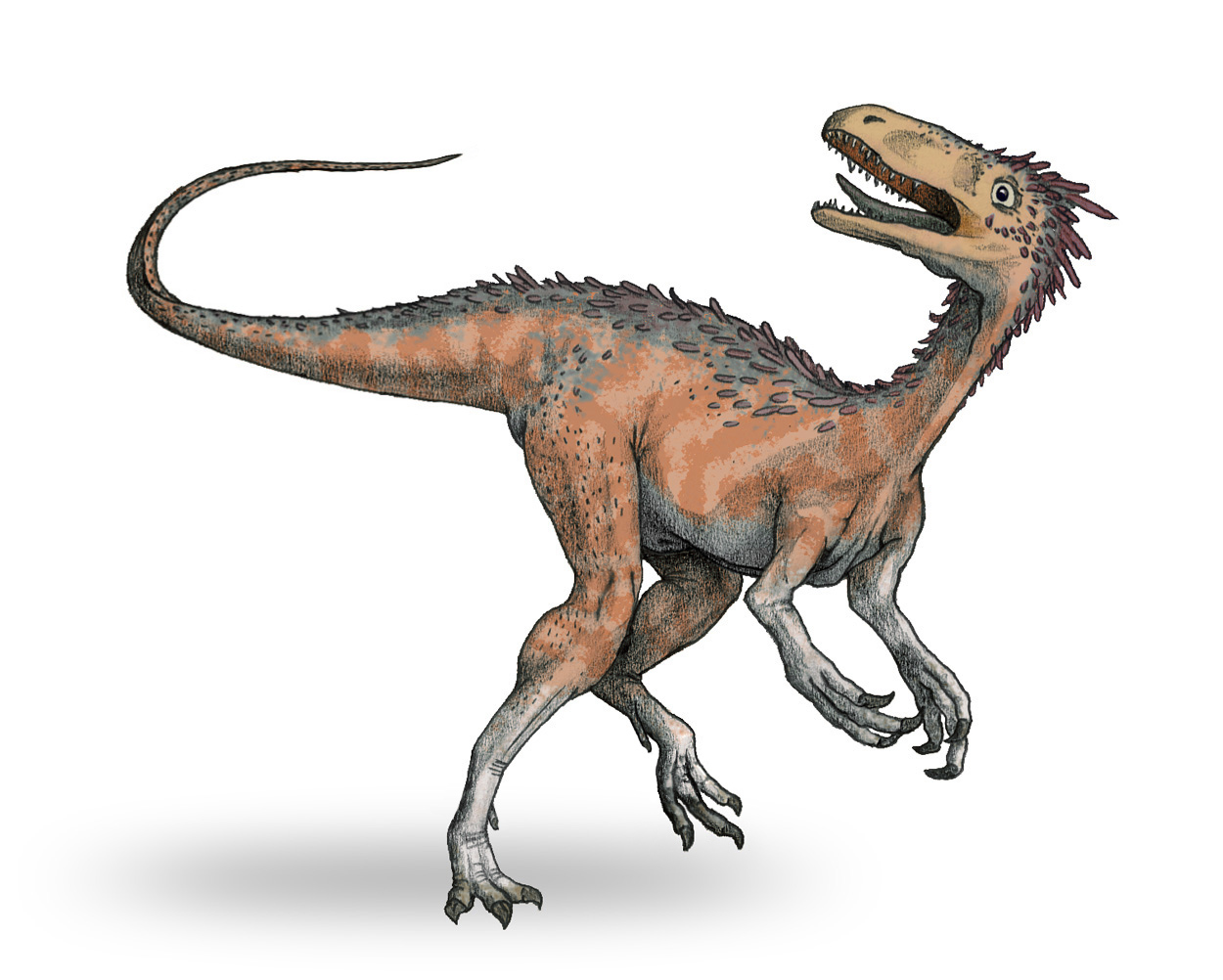
Huaxiagnathus

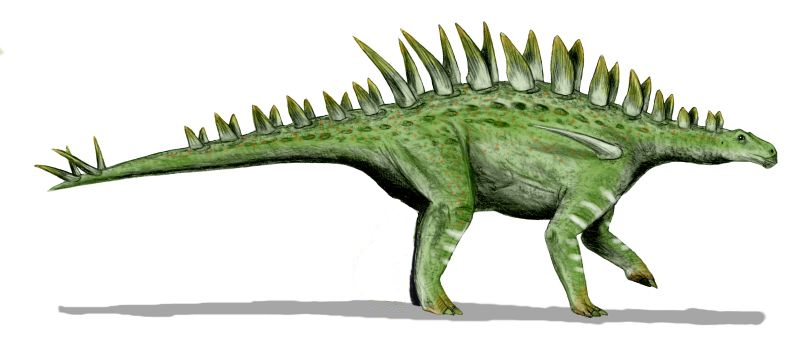
Huayangosaurus

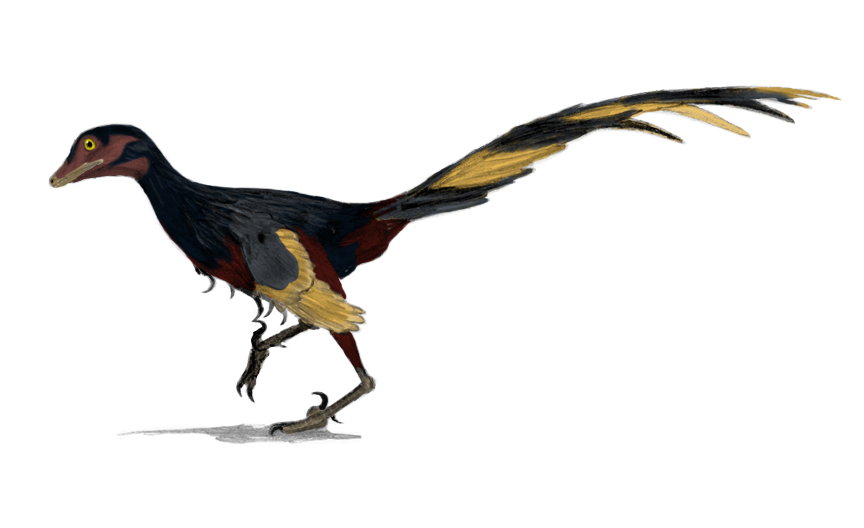
Jinfengopteryx

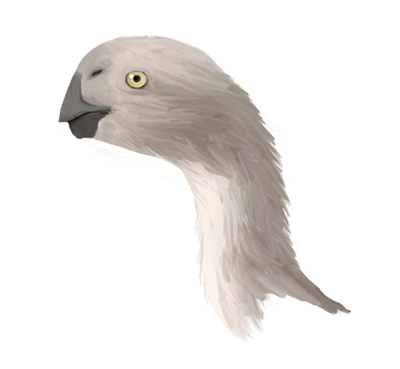
Khaan

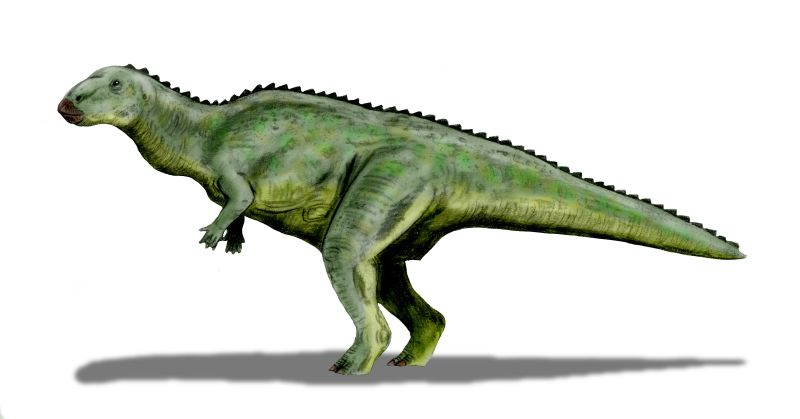
Lanzhousaurus

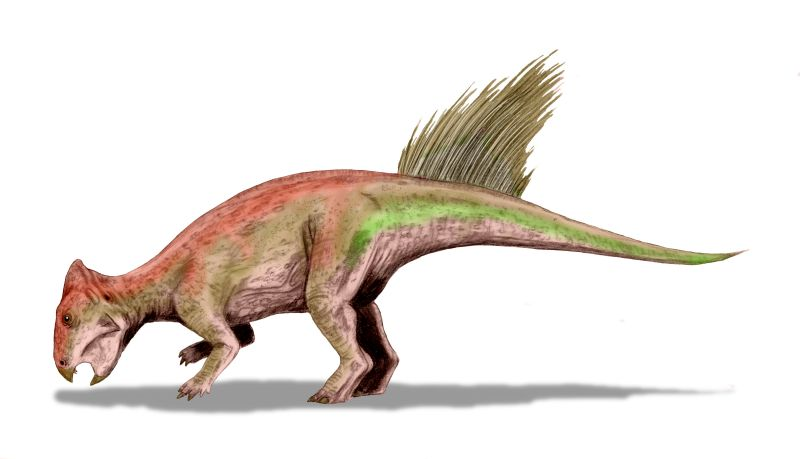
Liaoceratops

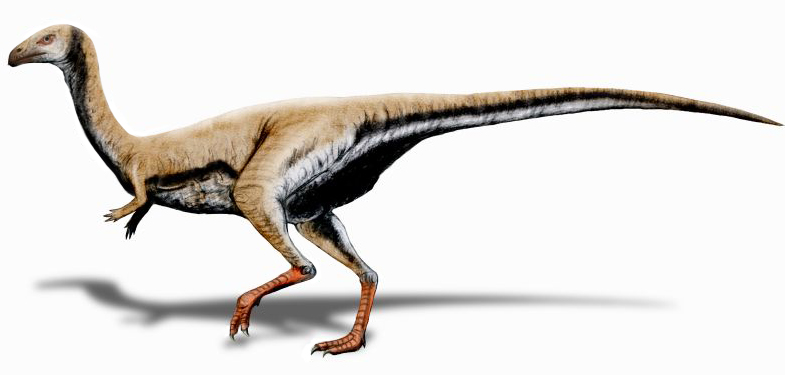
Limusaurus

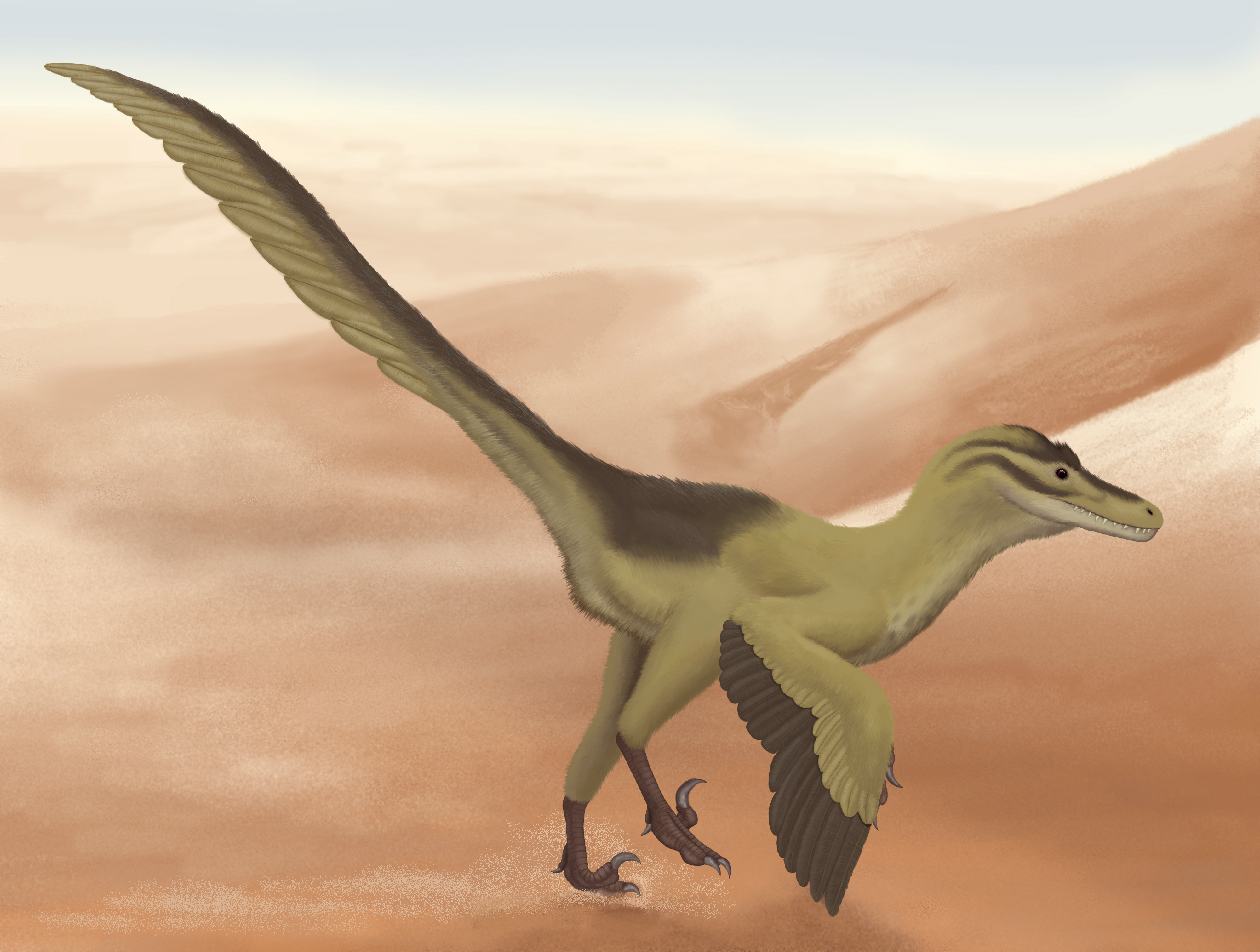
Linheraptor

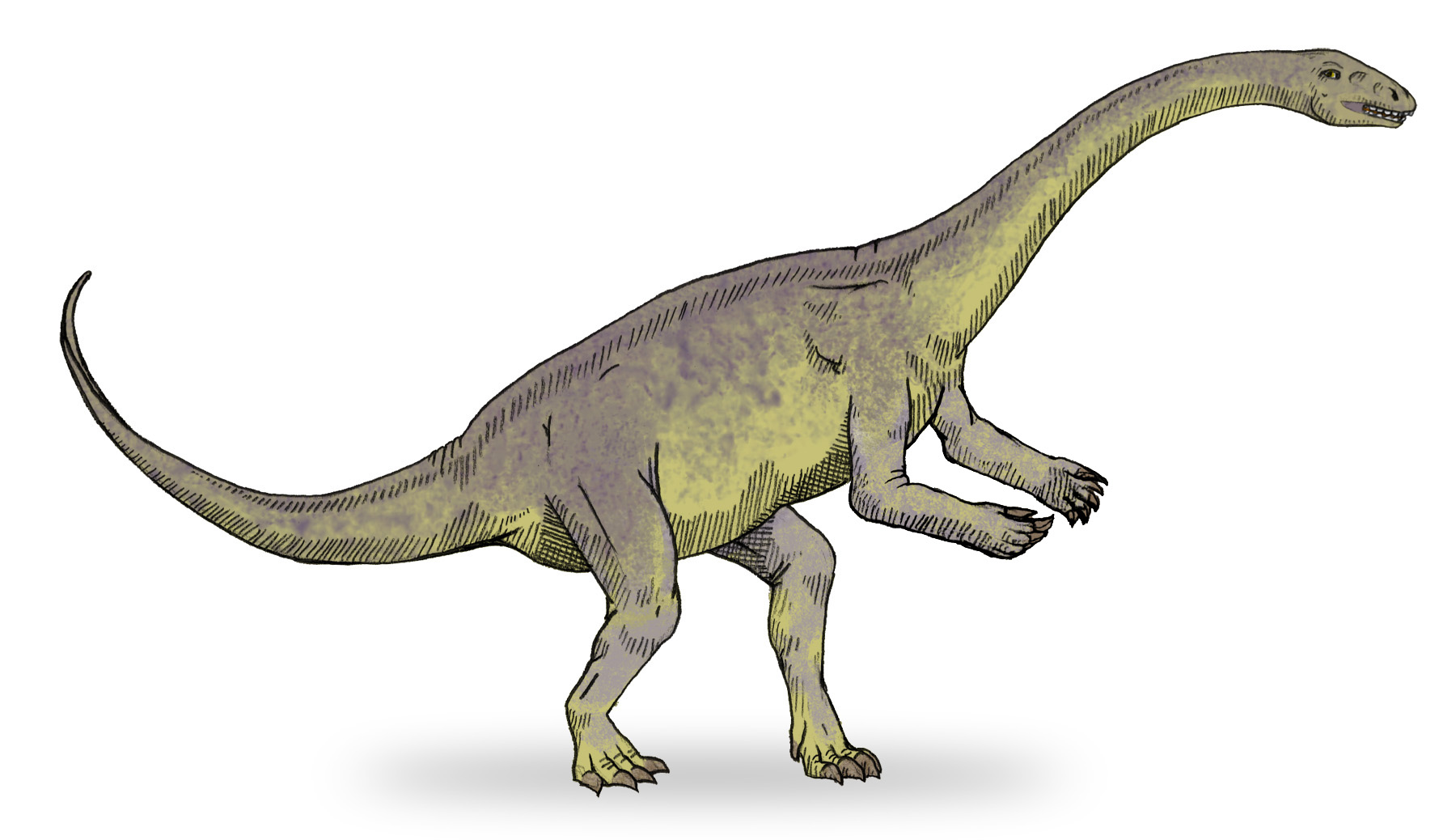
Lufengosaurus

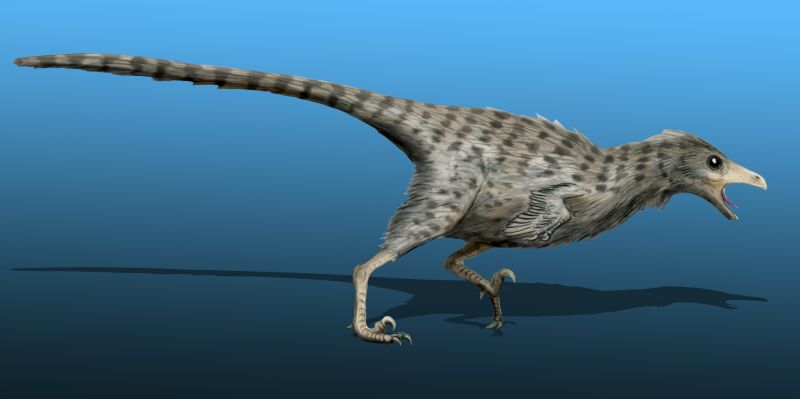
Mahakala

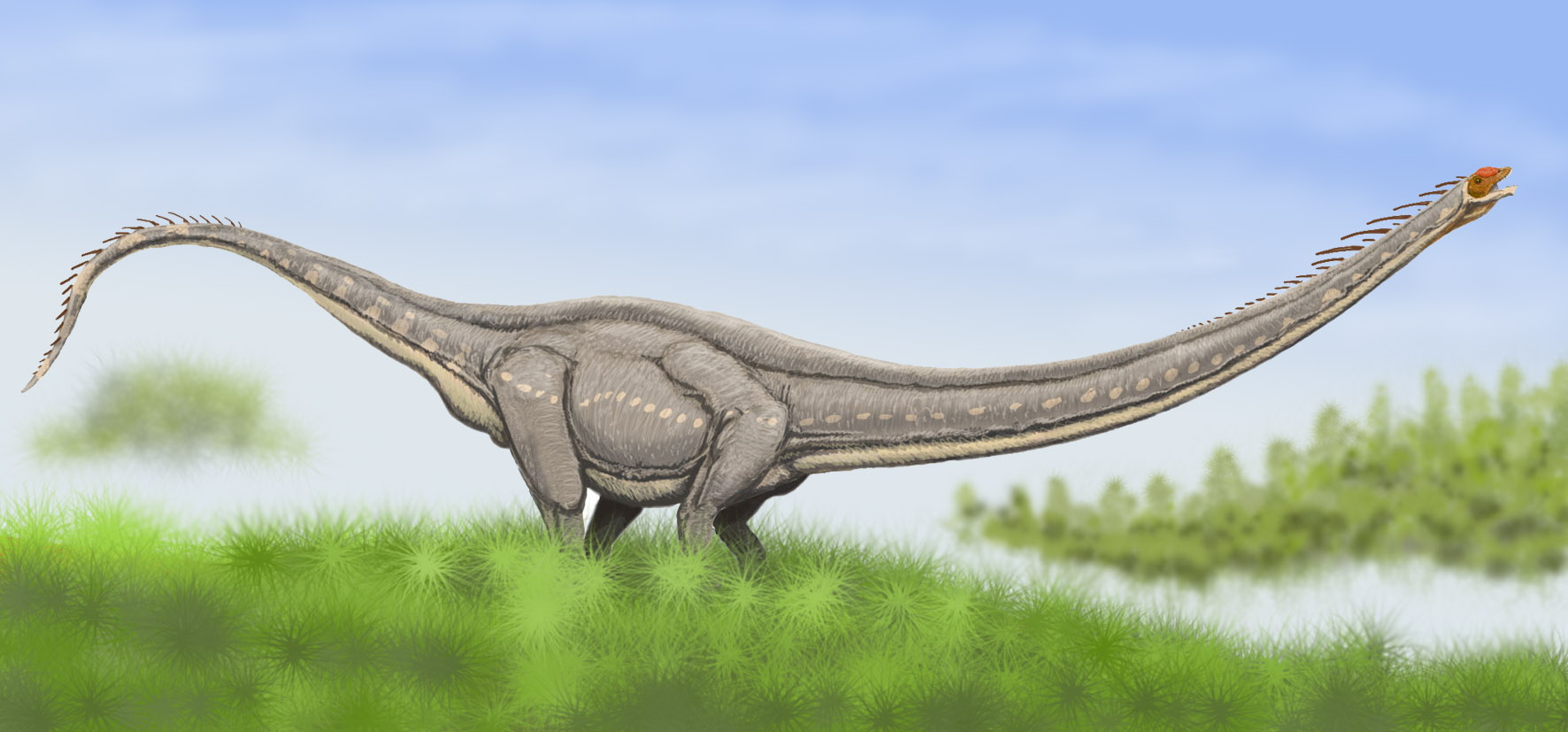
Mamenchisaurus

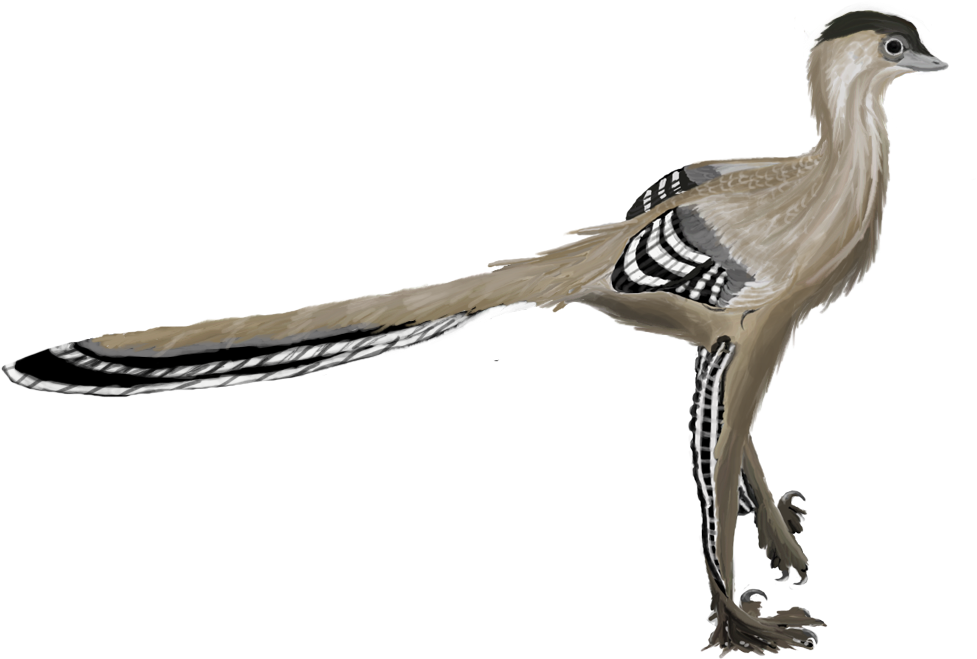
Mei

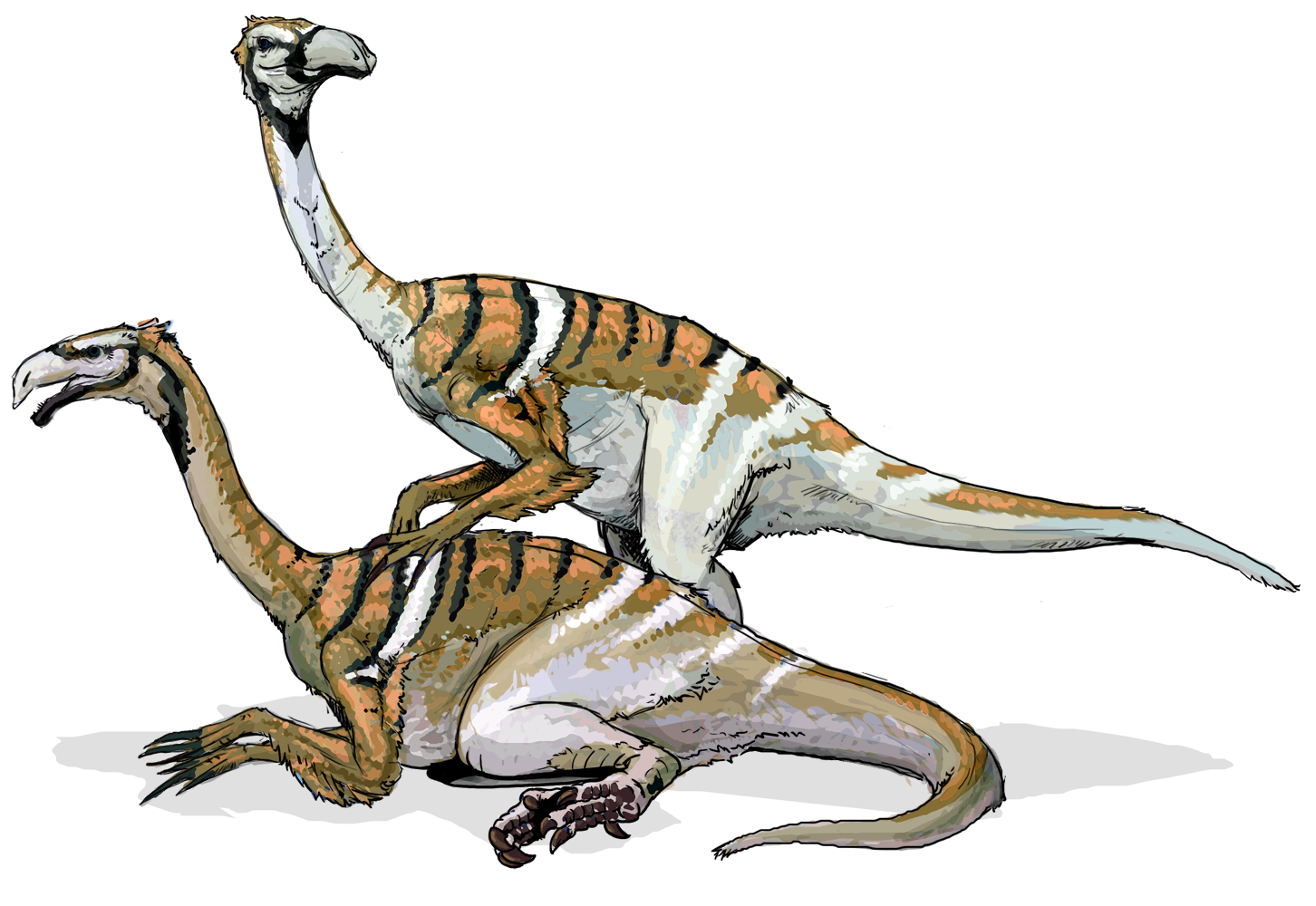
Nanshiungosaurus

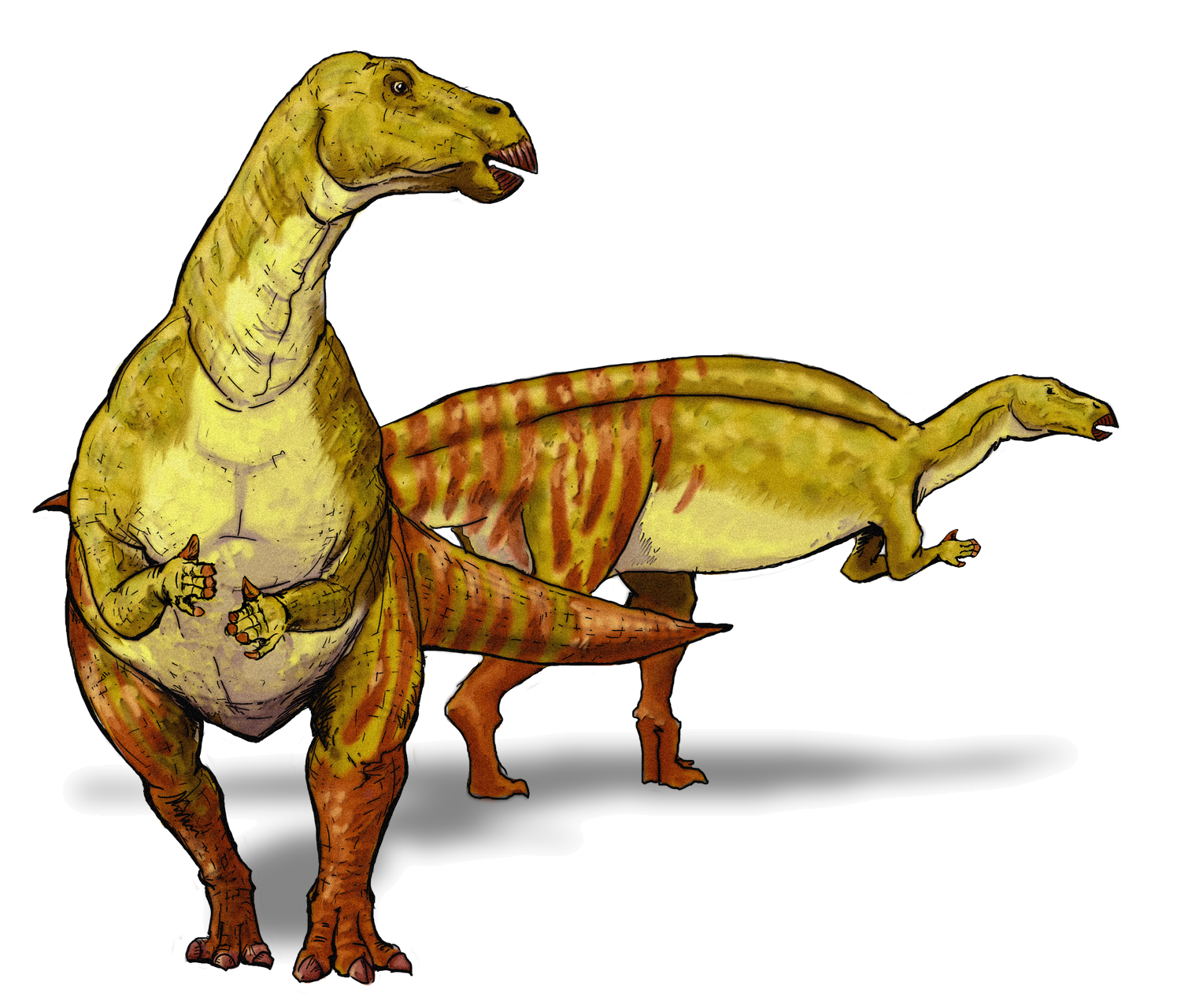
Nanyangosaurus

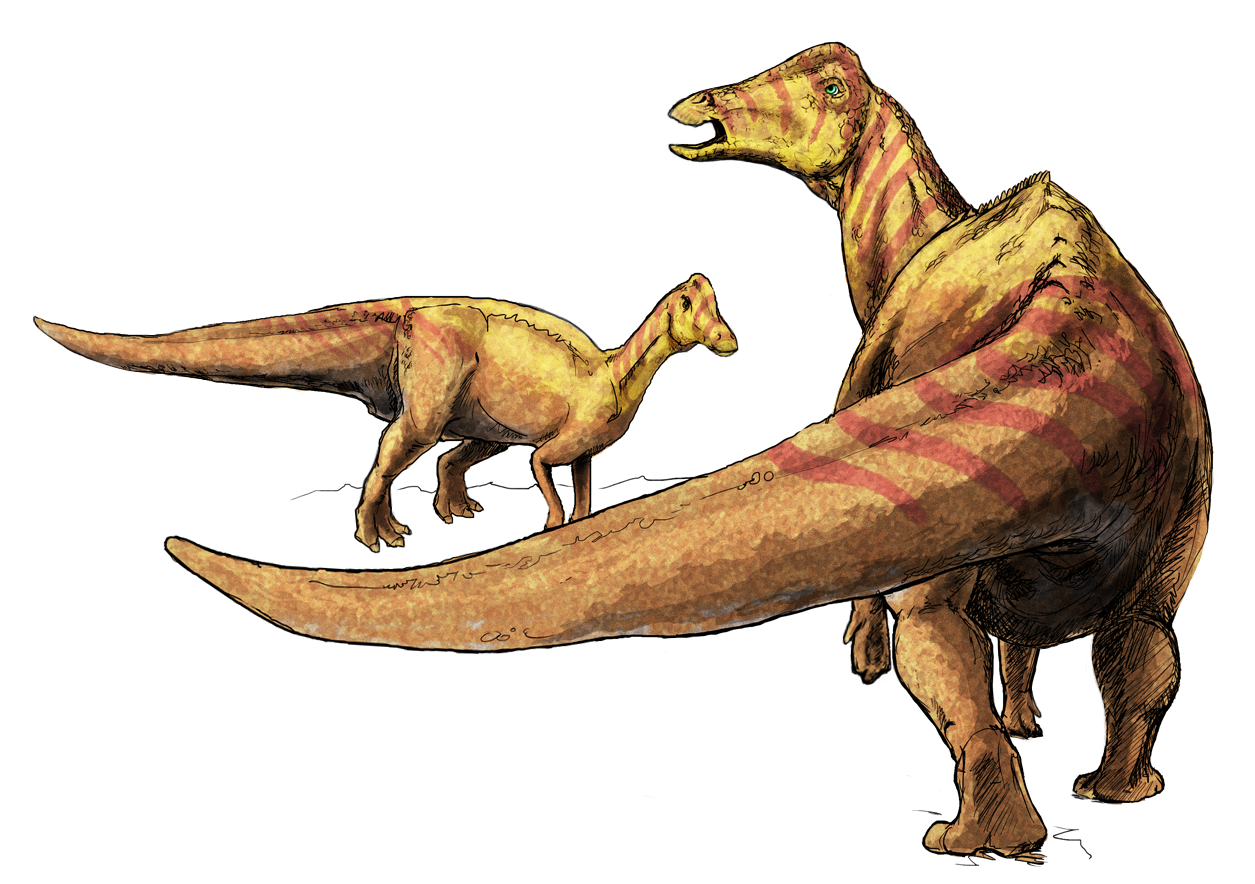
Nipponosaurus

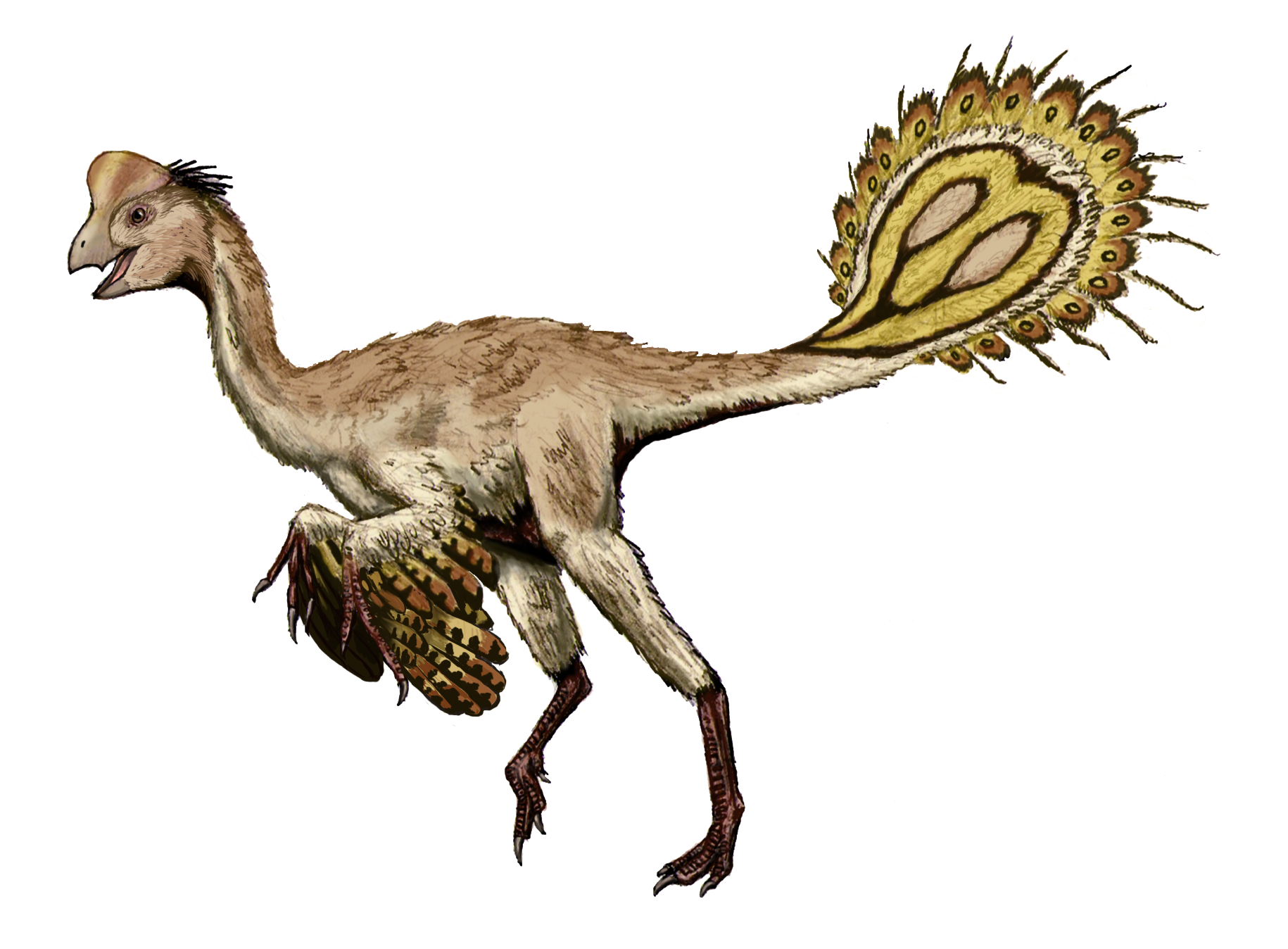
Nomingia

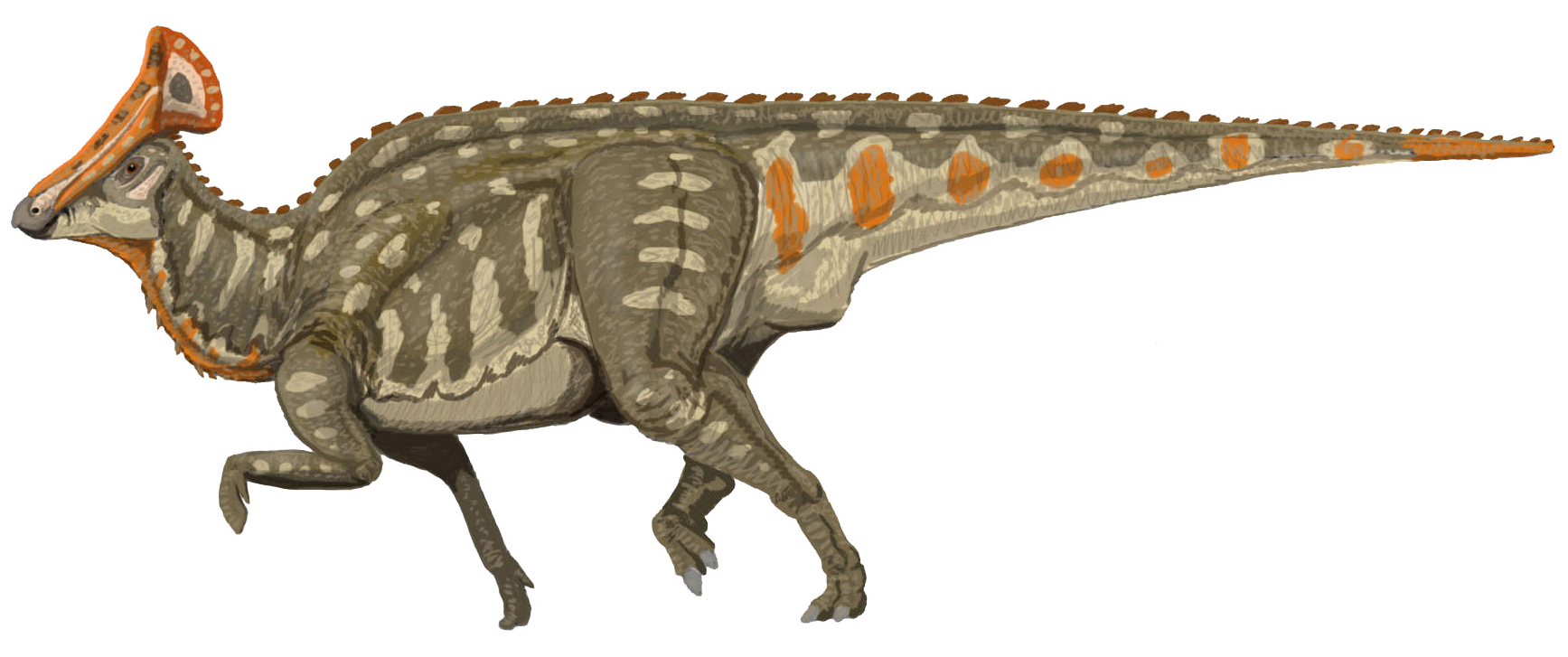
Olorotitan

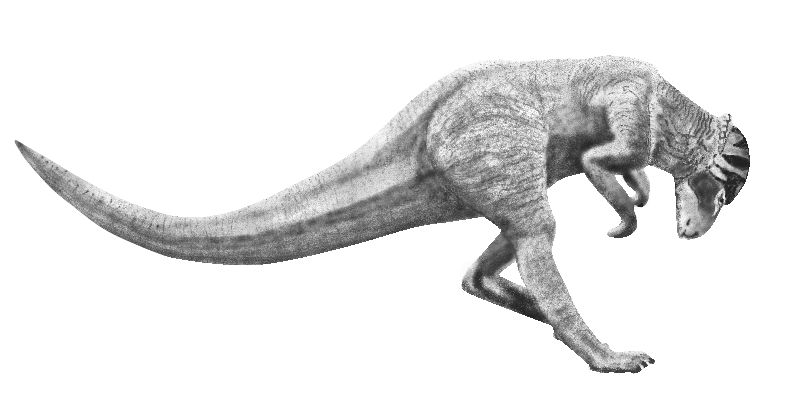
Prenocephale

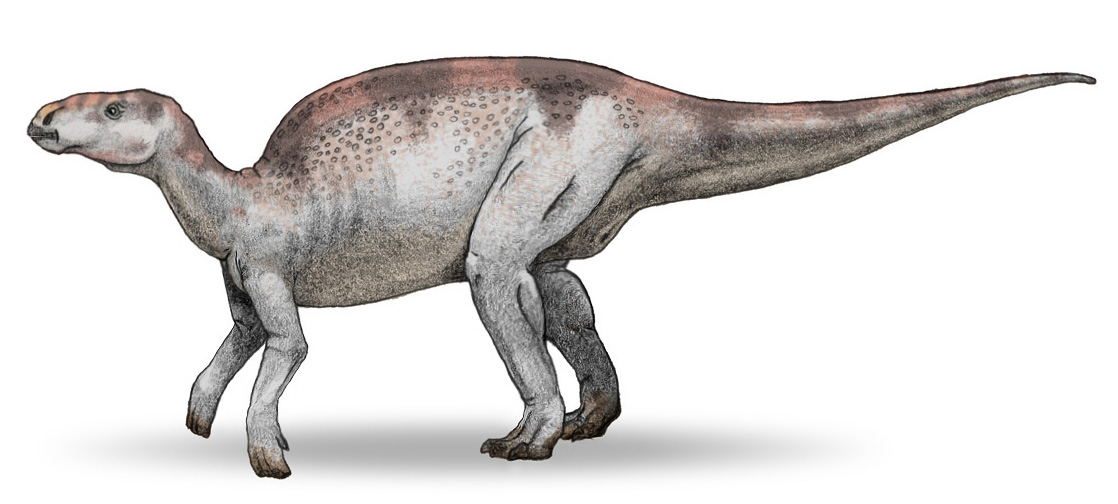
Probactrosaurus

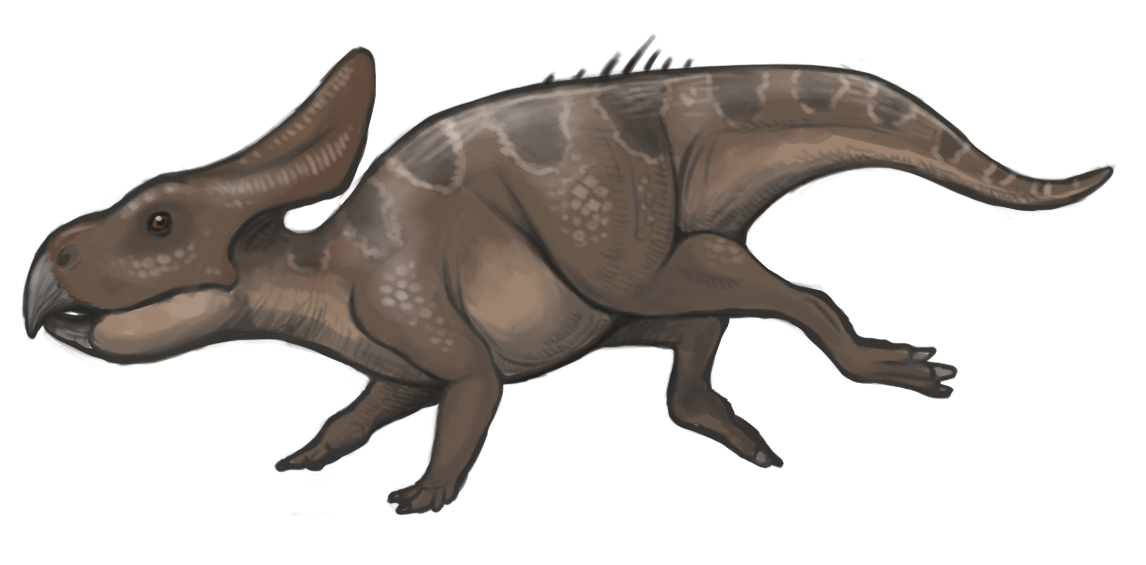
Protoceratops

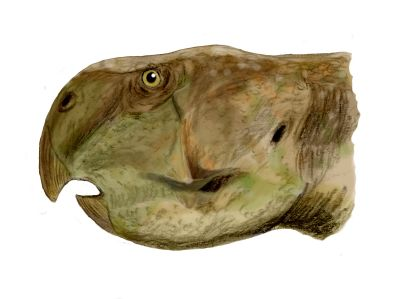
Psittacosaurus

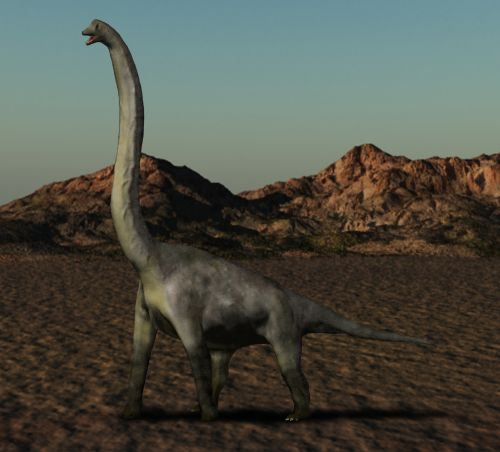
Qiaowanlong

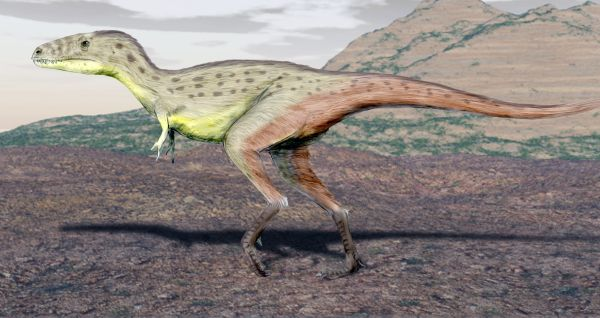
Raptorex

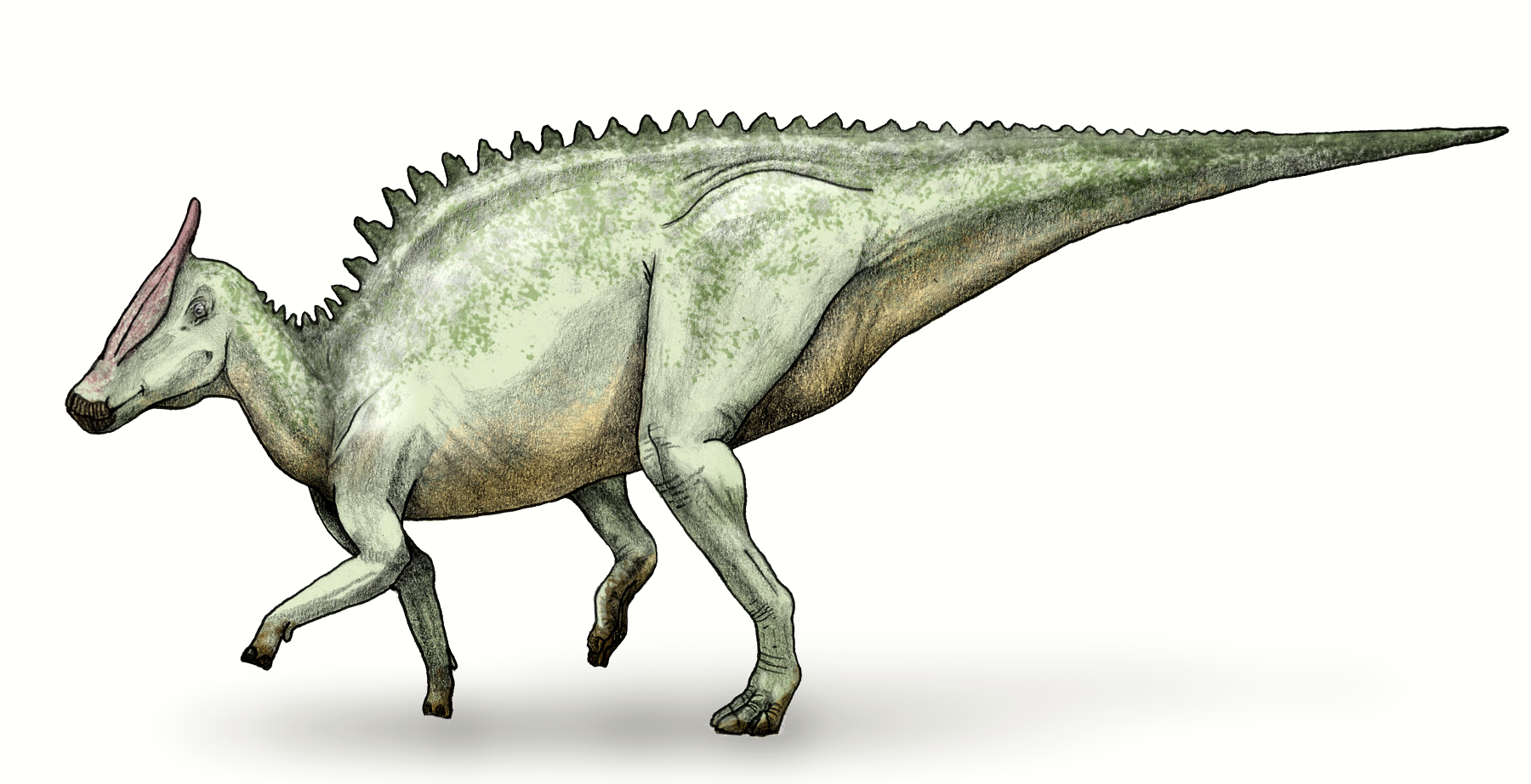
Saurolophus

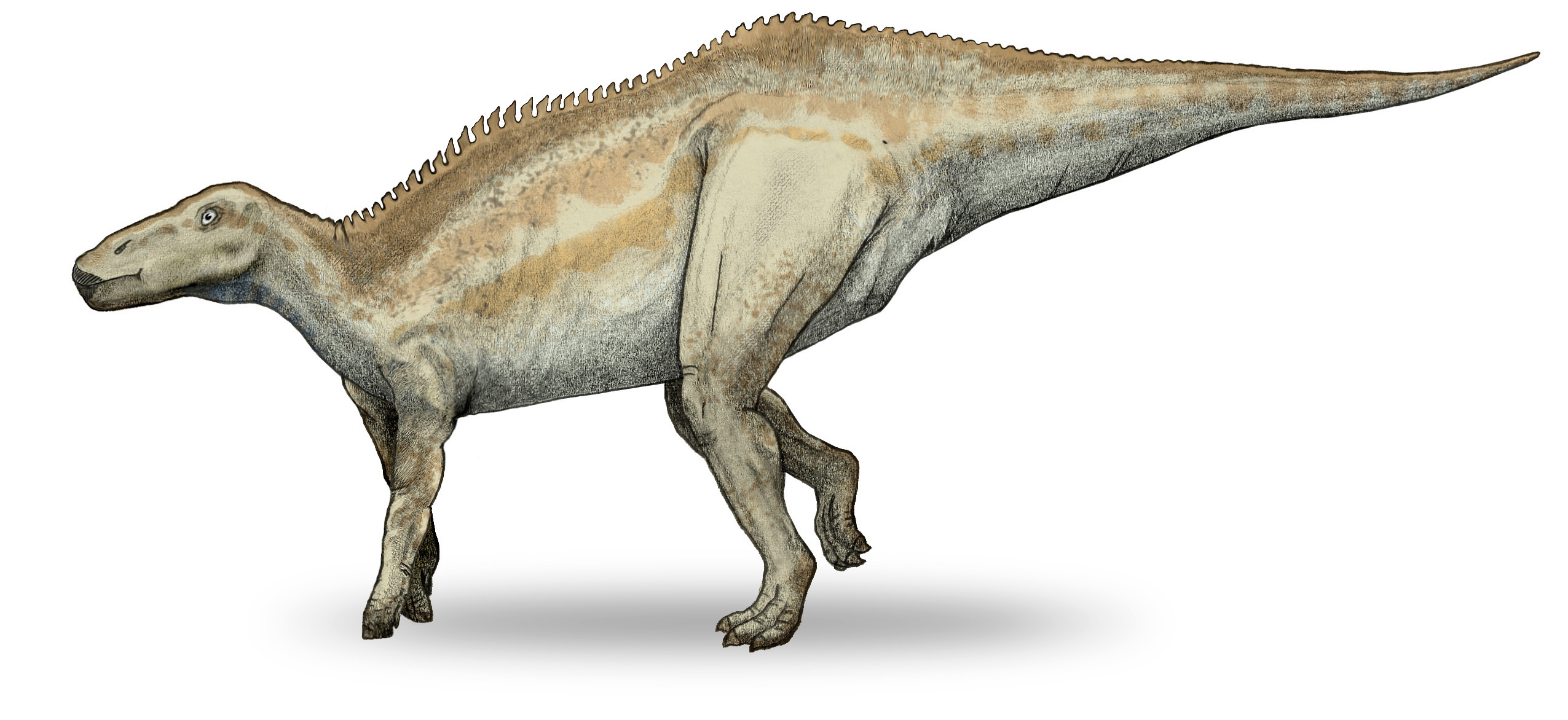
Shantungosaurus

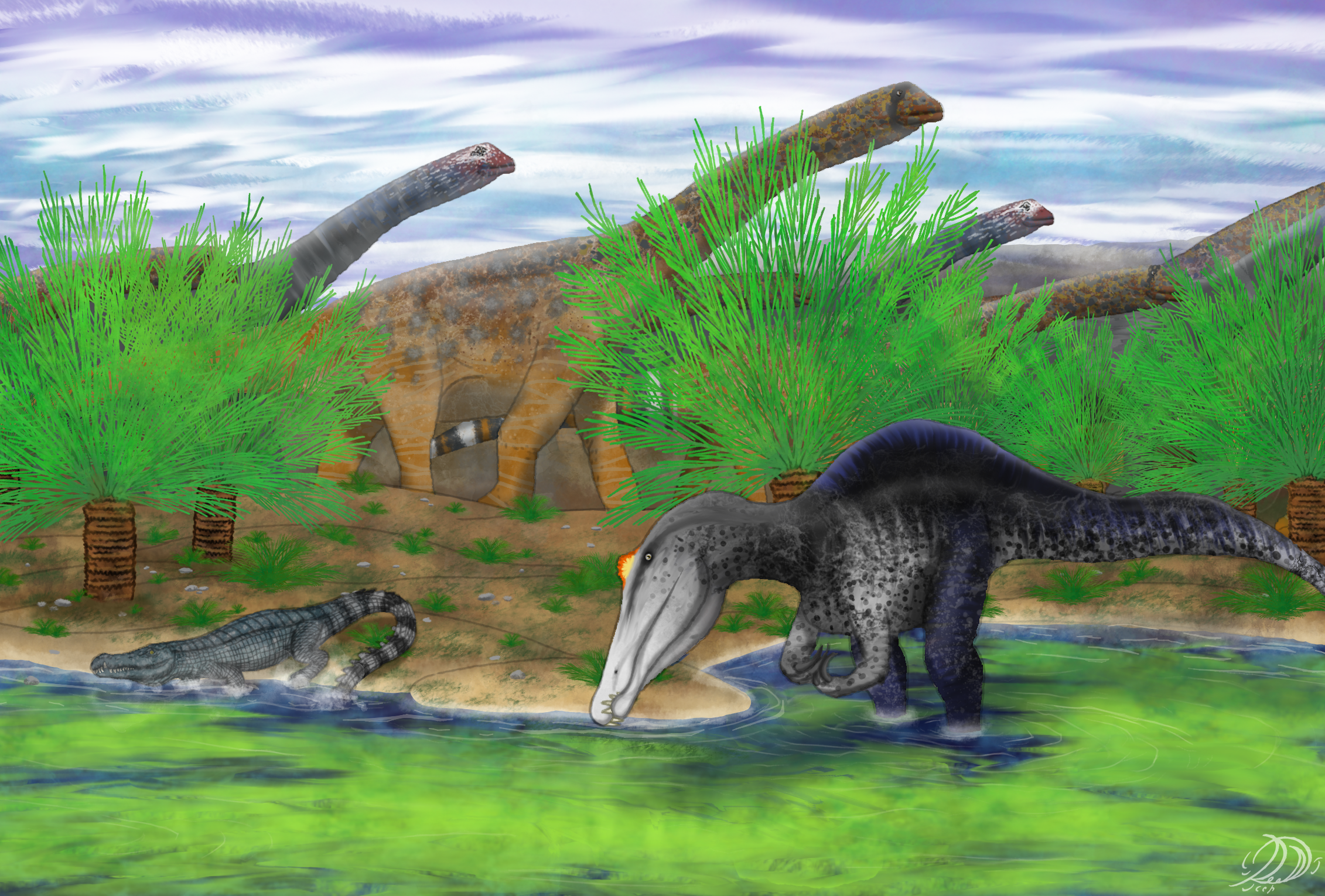
Siamosaurus

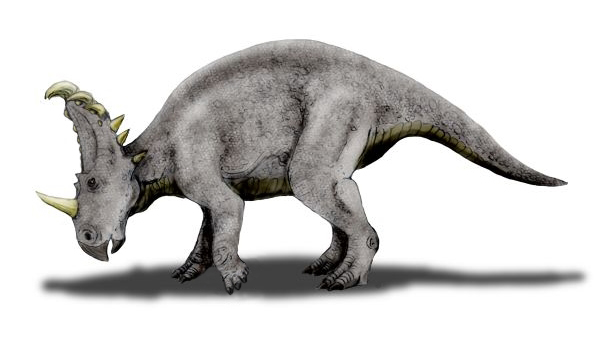
Sinoceratops

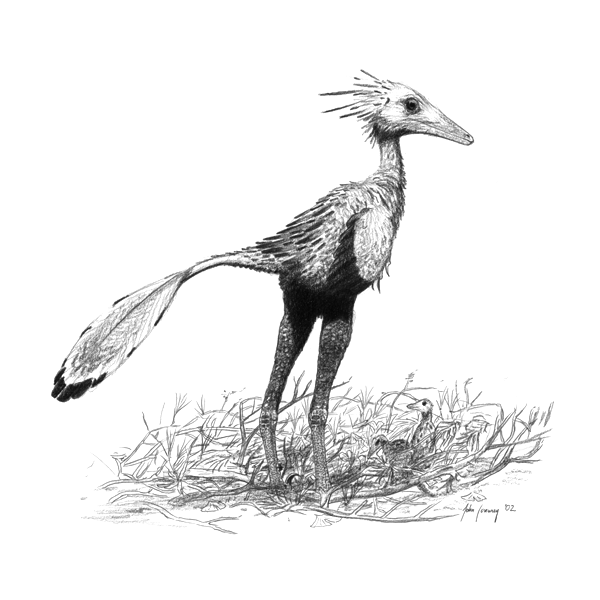
Sinornithoides

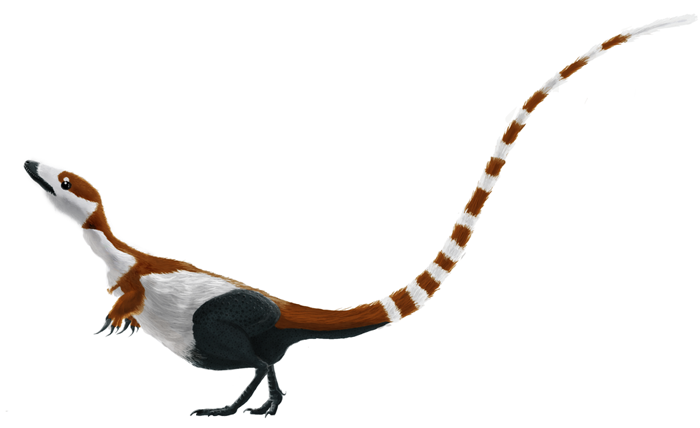
Sinosauropteryx

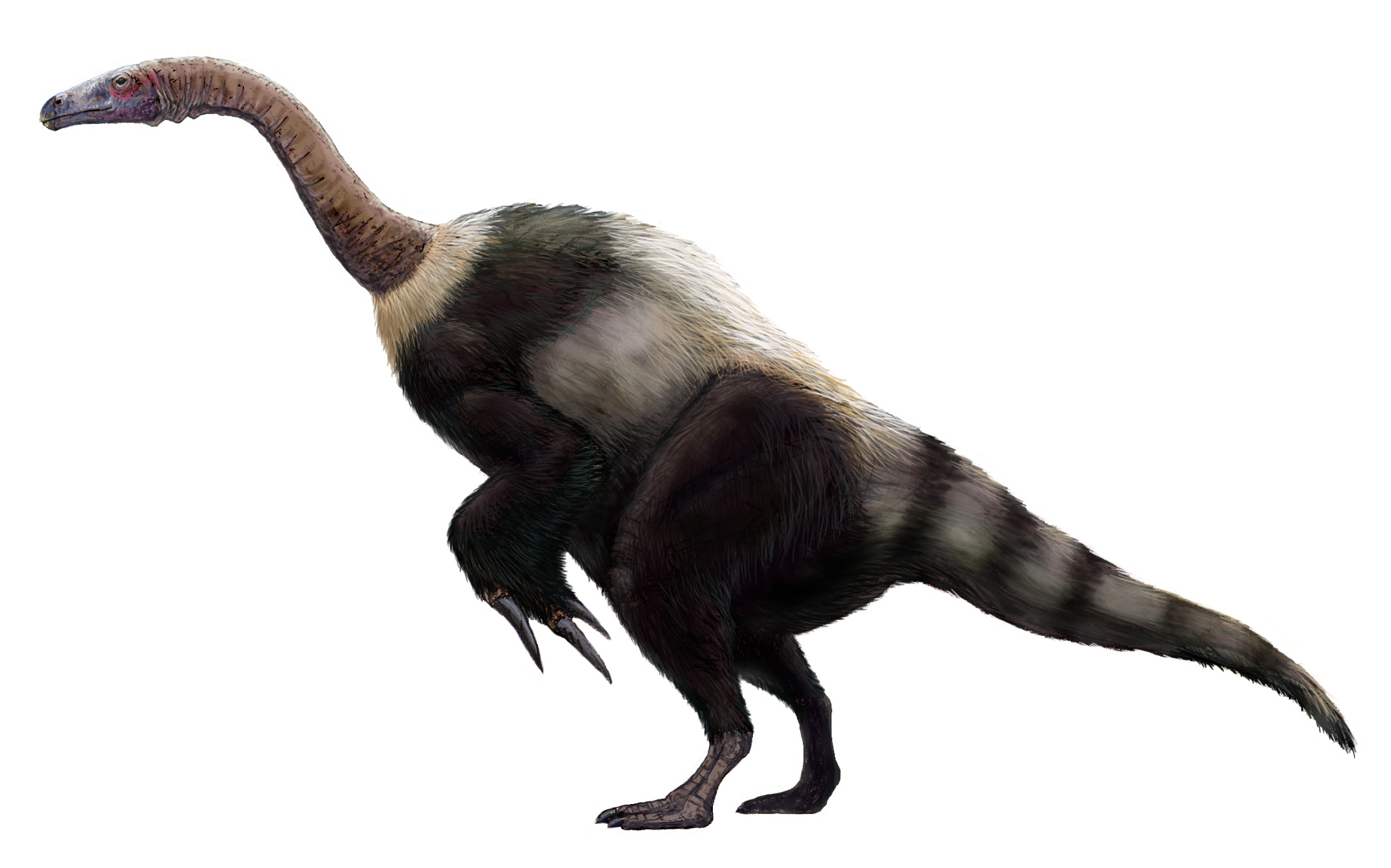
Suzhousaurus

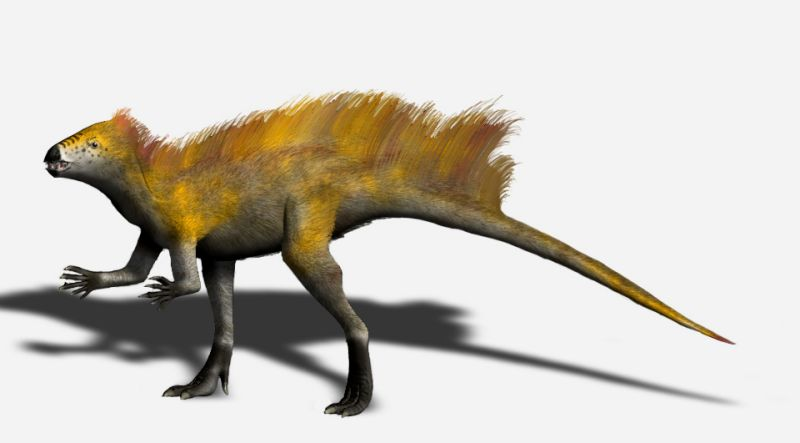
Tianyulong

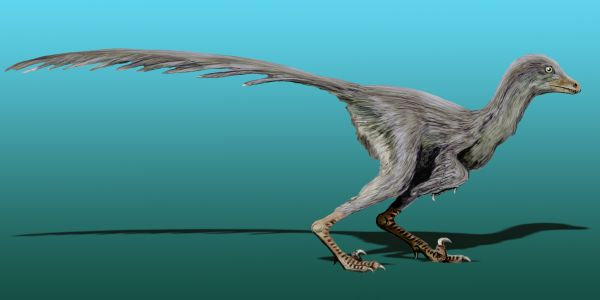
Tianyuraptor

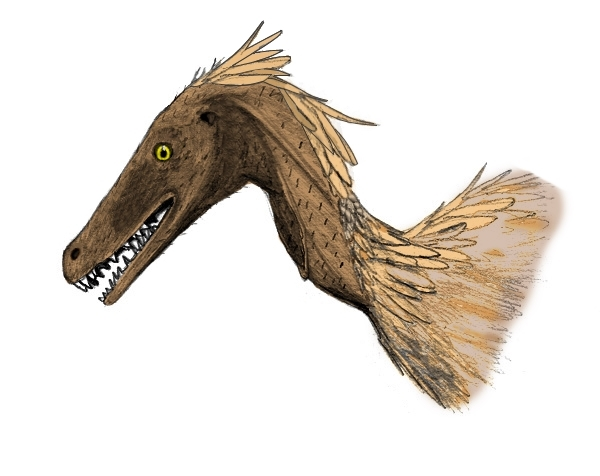
Tsaagan

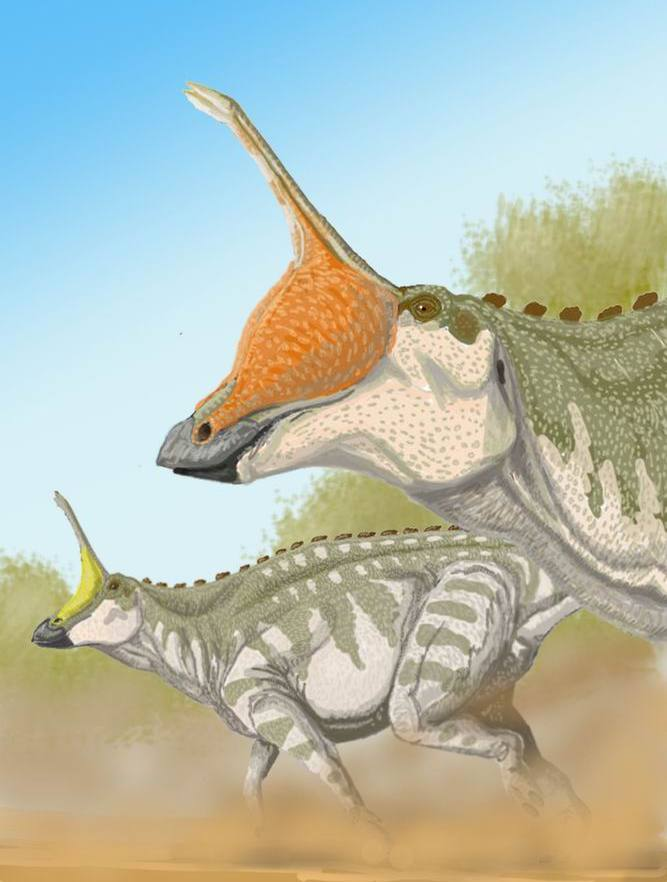
Tsintaosaurus

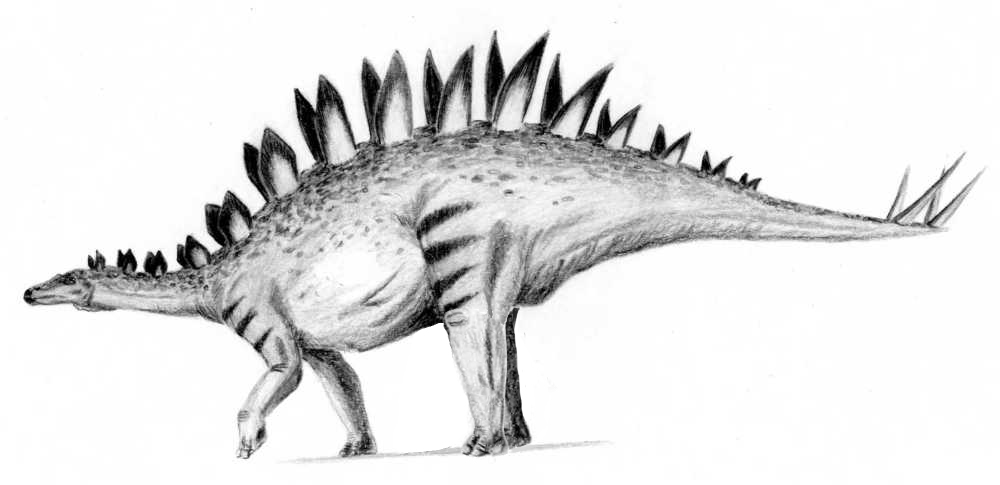
Tuojiangosaurus

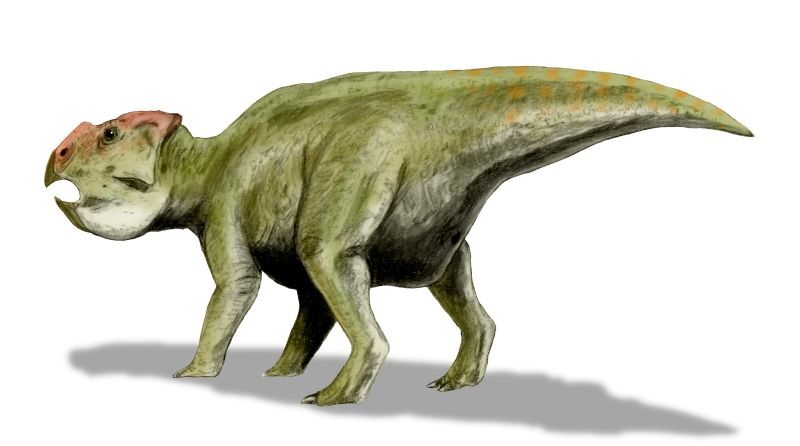
Udanoceratops

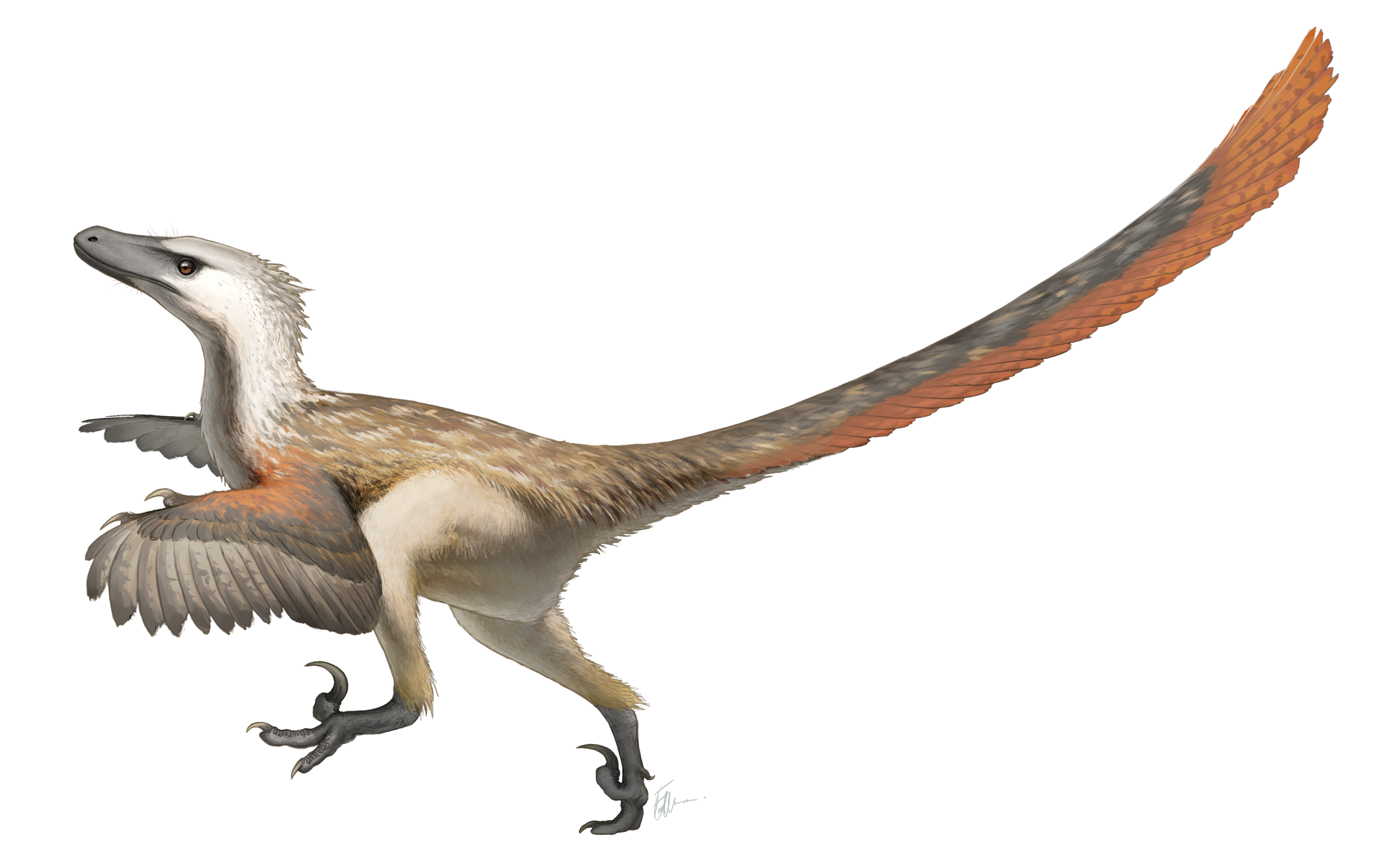
Velociraptor

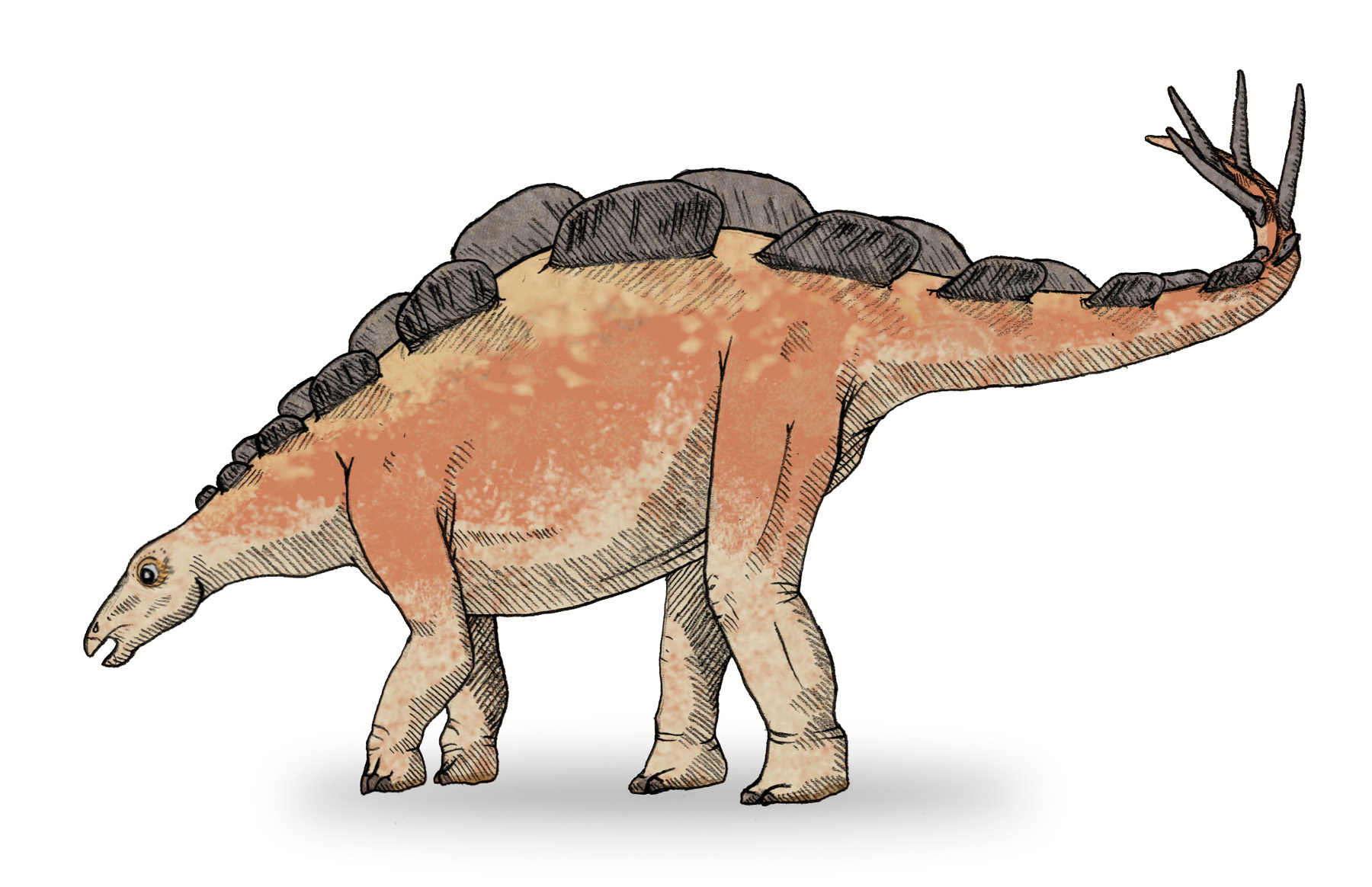
Wuerhosaurus

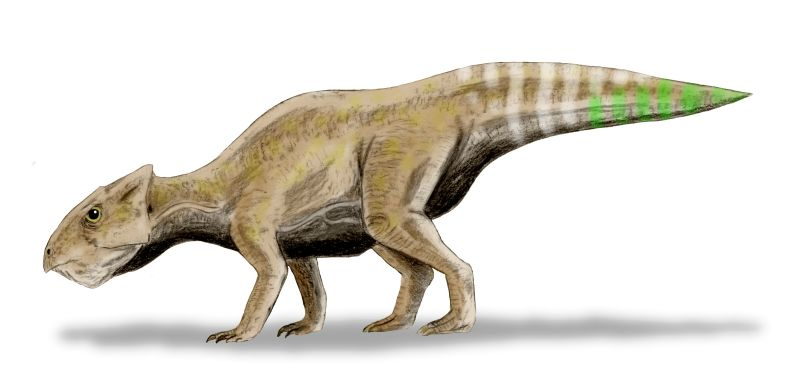
Yamaceratops

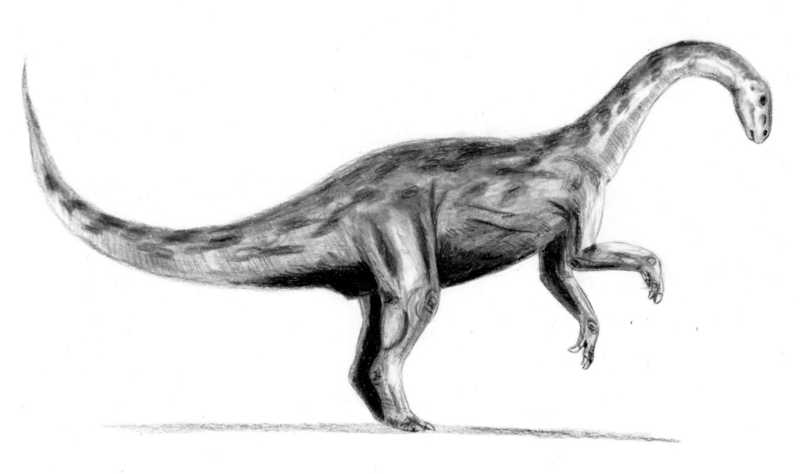
Yunnanosaurus

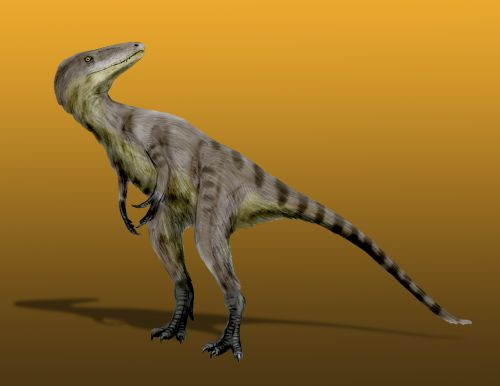
Xiongguanlong

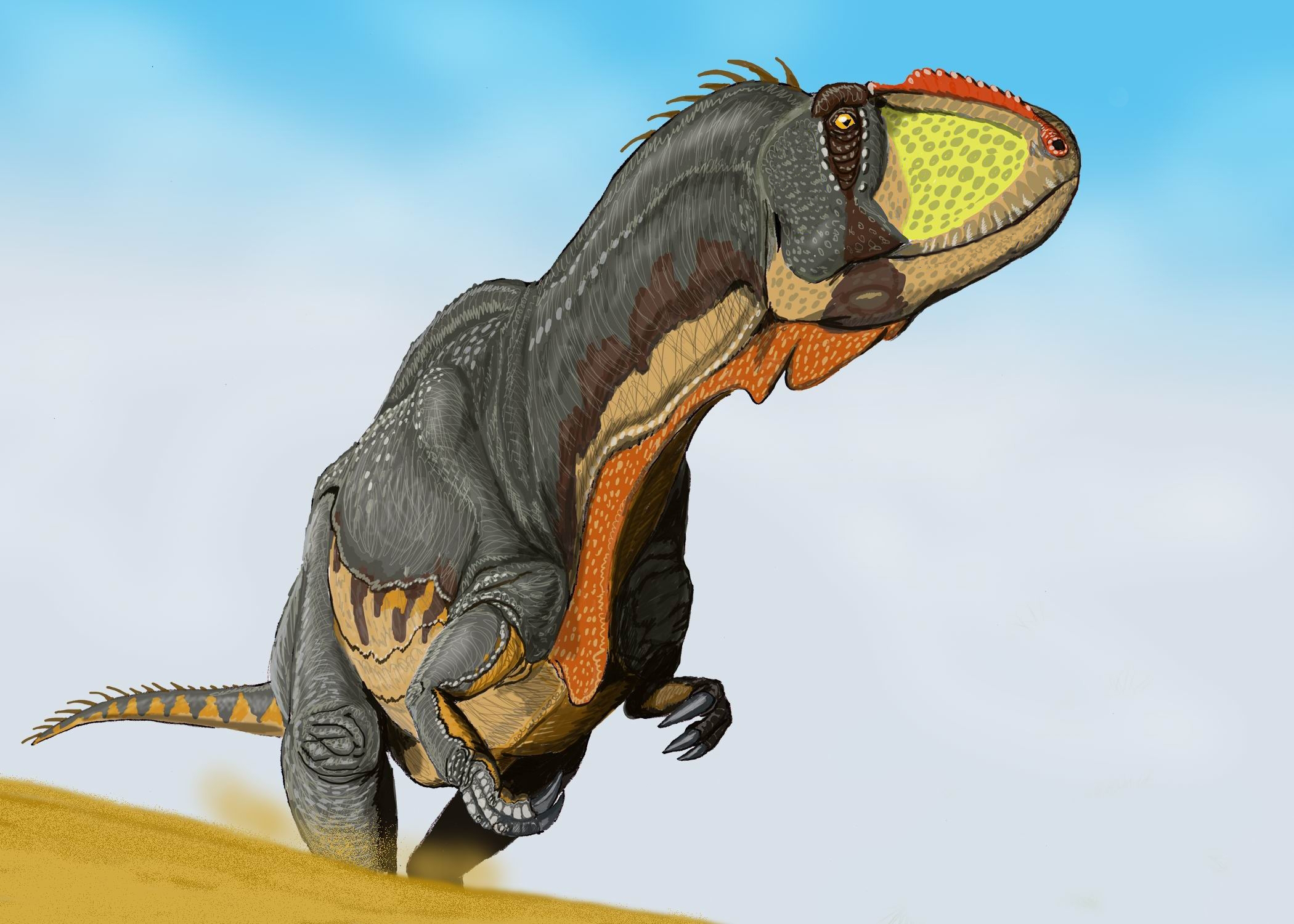
Yanchuanosaurus

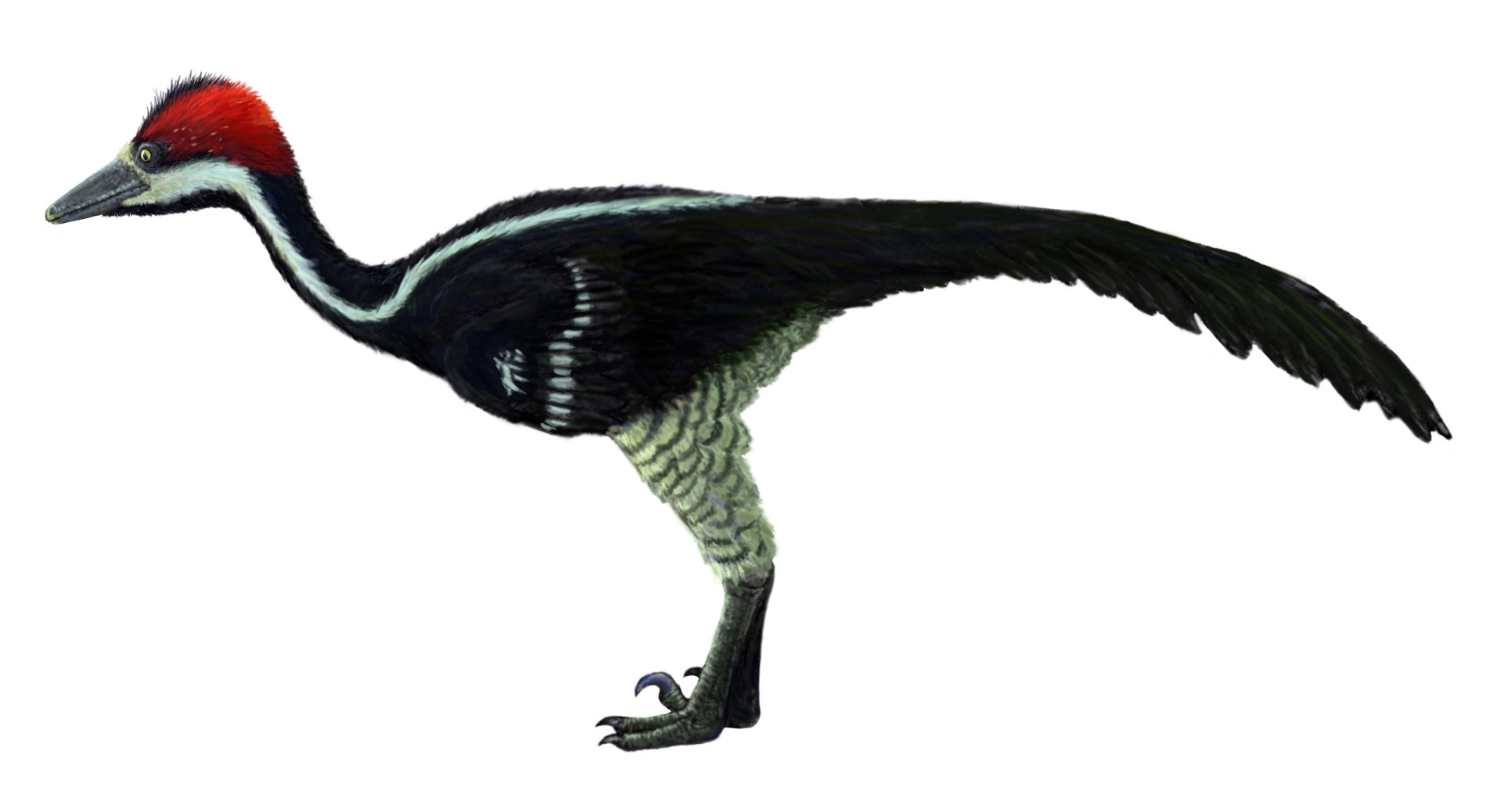
Zanabazar

Az alábbi dinoszaurusz lista olyan nemeket tartalmaz, amelyek Indiát leszámítva Ázsia területéről kerültek elő, ami elkülönült a mezozoikum nagy része során. Ázsiában több dinoszauruszt fedeztek fel, mint bármelyik kontinensen.

## Ázsia dinoszauruszainak listája
| Név                     | Időszak      | Étrend              | Megjegyzés                                                                                     |
| ----------------------- | ------------ | ------------------- | ---------------------------------------------------------------------------------------------- |
| Abrosaurus              | jura         | növényevő           | Kis, Camarasaurusszerű sauropoda                                                               |
| Achillobator            | kréta        | húsevő              | —                                                                                              |
| Adasaurus               | kréta        | húsevő              | —                                                                                              |
| Agilisaurus             | jura         | növényevő           | —                                                                                              |
| Airakoraptor            | kréta        | húsevő              | —                                                                                              |
| Albalophosaurus         | kréta        | növényevő           | —                                                                                              |
| Alectrosaurus           | kréta        | húsevő              | —                                                                                              |
| Alioramus               | kréta        | húsevő              | —                                                                                              |
| Altirhinus              | kréta        | növényevő           | —                                                                                              |
| Alxasaurus              | kréta        | húsevő              | —                                                                                              |
| Amtosaurus              | kréta        | növényevő           | Csak a koponya töredékei alapján ismert.                                                       |
| Amurosaurus             | kréta        | növényevő           | —                                                                                              |
| Anchiornis              | jura         | húsevő              | Az egyik legkisebb ismert nem madarak közé tartozó dinoszaurusz.                               |
| Anserimimus             | kréta        | mindenevő           | —                                                                                              |
| Aralosaurus             | kréta        | növényevő           | —                                                                                              |
| Archaeoceratops         | kréta        | növényevő           | —                                                                                              |
| Archaeornithoides       | kréta        | húsevő              | —                                                                                              |
| Archaeornithomimus      | kréta        | mindenevő           | —                                                                                              |
| Arkharavia              | kréta        | mindenevő           | —                                                                                              |
| Arstanosaurus           | kréta        | növényevő           | —                                                                                              |
| Asiaceratops            | kréta        | növényevő           | —                                                                                              |
| Asiamericana            | kréta        | húsevő              | —                                                                                              |
| Asiatosaurus            | kréta        | növényevő           | —                                                                                              |
| Auroraceratops          | kréta        | növényevő           | —                                                                                              |
| Avimimus                | kréta        | mindenevő           | —                                                                                              |
| Bactrosaurus            | kréta        | növényevő           | —                                                                                              |
| Bagaceratops            | kréta        | növényevő           | —                                                                                              |
| Bagaraatan              | kréta        | húsevő              | —                                                                                              |
| Bainoceratops           | kréta        | növényevő           | —                                                                                              |
| Bakesaurus              | kréta        | (ismeretlen)        |                                                                                                |
| Balochisaurus           | kréta        | növényevő           | —                                                                                              |
| Banji                   | kréta        | (ismeretlen)        | —                                                                                              |
| Baotianmansaurus        | kréta        | növényevő           | —                                                                                              |
| Barsboldia              | kréta        | növényevő           | —                                                                                              |
| Beipiaosaurus           | kréta        | húsevő              | —                                                                                              |
| Beishanlong             | kréta        | mindenevő           | —                                                                                              |
| Bellusaurus             | jura         | növényevő           | —                                                                                              |
| Bienosaurus             | jura         | növényevő           | —                                                                                              |
| Bissektipelta           | kréta        | növényevő           | —                                                                                              |
| Bolong                  | kréta        | növényevő           | —                                                                                              |
| Borealosaurus           | kréta        | növényevő           | —                                                                                              |
| Borogovia               | kréta        | húsevő              | —                                                                                              |
| Breviceratops           | kréta        | növényevő           | —                                                                                              |
| Brohisaurus             | jura         | növényevő           | —                                                                                              |
| Byronosaurus            | kréta        | húsevő              | —                                                                                              |
| Caenagnathasia          | kréta        | mindenevő           | —                                                                                              |
| Caudipteryx             | kréta        | mindenevő           | —                                                                                              |
| Ceratonykus             | kréta        | mindenevő           | —                                                                                              |
| Changchunsaurus         | kréta        | növényevő           | —                                                                                              |
| Changdusaurus           | jura         | növényevő           | —                                                                                              |
| Chaoyangsaurus          | jura         | növényevő           | —                                                                                              |
| Charonosaurus           | kréta        | növényevő           | —                                                                                              |
| Chialingosaurus         | jura         | növényevő           | —                                                                                              |
| Chiayusaurus            | jura         | növényevő           | —                                                                                              |
| Chilantaisaurus         | kréta        | húsevő              | —                                                                                              |
| Chingkankousaurus       | kréta        | húsevő              | —                                                                                              |
| Chinshakiangosaurus     | jura         | növényevő           | —                                                                                              |
| Chuandongocoelurus      | jura         | húsevő              | —                                                                                              |
| Chuanjiesaurus          | jura         | növényevő           | —                                                                                              |
| Chungkingosaurus        | jura         | növényevő           | —                                                                                              |
| Citipati                | kréta        | mindenevő           | —                                                                                              |
| Conchoraptor            | kréta        | húsevő              | —                                                                                              |
| Crichtonsaurus          | kréta        | növényevő           | —                                                                                              |
| Cryptovolans            | kréta        | húsevő              | —                                                                                              |
| Daanosaurus             | jura         | növényevő           | —                                                                                              |
| Dachongosaurus          | jura         | növényevő           | —                                                                                              |
| Damalasaurus            | jura         | növényevő           | —                                                                                              |
| Dashanpusaurus          | jura         | növényevő           | —                                                                                              |
| Datousaurus             | jura         | növényevő           | —                                                                                              |
| Daxiatitan              | kréta        | növényevő           | —                                                                                              |
| Deinocheirus            | kréta        | húsevő              | —                                                                                              |
| Dilong                  | kréta        | húsevő              | —                                                                                              |
| Dilophosaurus           | jura         | húsevő              | —                                                                                              |
| Dongbeititan            | kréta        | növényevő           | —                                                                                              |
| Dongyangosaurus         | kréta        | növényevő           | —                                                                                              |
| Elmisaurus              | kréta        | húsevő              | —                                                                                              |
| Enigmosaurus            | kréta        | növényevő           | —                                                                                              |
| Eomamenchisaurus        | jura         | növényevő           | —                                                                                              |
| Epidendrosaurus         | jura         | húsevő              |                                                                                                |
| Epidexipteryx           | jura         | húsevő              | —                                                                                              |
| Equijubus               | kréta        | növényevő           | —                                                                                              |
| Erketu                  | kréta        | növényevő           | —                                                                                              |
| Erliansaurus            | kréta        | növényevő           | —                                                                                              |
| Erlikosaurus            | kréta        | növényevő           | —                                                                                              |
| Eshanosaurus            | jura         | növényevő           | —                                                                                              |
| Eugongbusaurus          | jura         | növényevő           | —                                                                                              |
| Euhelopus               | kréta        | növényevő           | —                                                                                              |
| Ferganasaurus           | jura         | növényevő           | —                                                                                              |
| Ferganocephale          | jura         | növényevő           | —                                                                                              |
| Fukuiraptor             | kréta        | húsevő              | —                                                                                              |
| Fukuisaurus             | kréta        | növényevő           | —                                                                                              |
| Fukuititan              | kréta        | növényevő           | —                                                                                              |
| Fulengia                | jura         | növényevő           | —                                                                                              |
| Fusuisaurus             | kréta        | növényevő           | —                                                                                              |
| Futabasaurus            | kréta        | húsevő              | A nevet nem publikálták hivatalosan, később pedig egy plezioszaurusz kapta meg.                |
| Gadolosaurus            | kréta        | növényevő           | —                                                                                              |
| Gallimimus              | kréta        | mindenevő           | —                                                                                              |
| Garudimimus             | kréta        | mindenevő           | —                                                                                              |
| Gasosaurus              | jura         | húsevő              | —                                                                                              |
| Gigantoraptor           | kréta        | mindenevő           | —                                                                                              |
| Gigantspinosaurus       | jura         | növényevő           | —                                                                                              |
| Gilmoreosaurus          | kréta        | növényevő           | —                                                                                              |
| Gobiceratops            | kréta        | növényevő           | —                                                                                              |
| Gobisaurus              | kréta        | növényevő           | —                                                                                              |
| Gobititan               | kréta        | növényevő           | —                                                                                              |
| Gongbusaurus            | jura         | növényevő           | —                                                                                              |
| Gongxianosaurus         | jura         | növényevő           | —                                                                                              |
| Goyocephale             | kréta        | növényevő/mindenevő | —                                                                                              |
| Graciliceratops         | kréta        | növényevő           | —                                                                                              |
| Graciliraptor           | kréta        | húsevő              | —                                                                                              |
| Guanlong                | jura         | húsevő              | —                                                                                              |
| Gyposaurus              | jura         | növényevő           | —                                                                                              |
| Hanwulosaurus           | kréta        | növényevő           | —                                                                                              |
| Haplocheirus            | jura         | húsevő              | —                                                                                              |
| Harpymimus              | kréta        | növényevő           | —                                                                                              |
| Heilongjiangosaurus     | kréta        | növényevő           | —                                                                                              |
| Heishansaurus           | kréta        | növényevő           | —                                                                                              |
| Helioceratops           | kréta        | növényevő           | —                                                                                              |
| Hexinlusaurus           | jura         | növényevő           | —                                                                                              |
| Heyuannia               | kréta        | húsevő              | —                                                                                              |
| Hironosaurus            | kréta        | növényevő           | —                                                                                              |
| Hisanohamasaurus        | kréta        | növényevő           | —                                                                                              |
| Homalocephale           | kréta        | növényevő/mindenevő | —                                                                                              |
| Hongshanosaurus         | kréta        | növényevő           | —                                                                                              |
| Huabeisaurus            | kréta        | növényevő           | —                                                                                              |
| Huanghetitan            | kréta        | növényevő           | —                                                                                              |
| Huaxiagnathus           | kréta        | húsevő              | —                                                                                              |
| Huayangosaurus          | jura         | növényevő           | —                                                                                              |
| Hudiesaurus             | jura         | növényevő           | —                                                                                              |
| Hulsanpes               | kréta        | húsevő              | —                                                                                              |
| Incisivosaurus          | kréta        | növényevő/mindenevő | —                                                                                              |
| Ingenia                 | kréta        | (ismeretlen)        | —                                                                                              |
| Isanosaurus             | triász       | növényevő           | Nagyon korai dinoszaurusz.                                                                     |
| Itemirus                | kréta        | húsevő              | —                                                                                              |
| Jaxartosaurus           | kréta        | növényevő           | —                                                                                              |
| Jeholosaurus            | kréta        | növényevő           | —                                                                                              |
| Jiangjunosaurus         | jura         | növényevő           | —                                                                                              |
| Jiangshanosaurus        | kréta        | növényevő           | —                                                                                              |
| Jinfengopteryx          | jura/kréta   | mindenevő           | —                                                                                              |
| Jingshanosaurus         | jura         | növényevő           | —                                                                                              |
| Jintasaurus             | kréta        | növényevő           | —                                                                                              |
| Jinzhousaurus           | kréta        | növényevő           | —                                                                                              |
| Jiutaisaurus            | kréta        | növényevő           | —                                                                                              |
| Kagasaurus              | kréta        | (ismeretlen)        | —                                                                                              |
| Kaijiangosaurus         | jura         | húsevő              | —                                                                                              |
| Katsuyamasaurus         | kréta        | húsevő              | —                                                                                              |
| Kelmayisaurus           | kréta        | húsevő              | —                                                                                              |
| Kerberosaurus           | kréta        | növényevő           | —                                                                                              |
| Khaan                   | kréta        | húsevő/mindenevő    | —                                                                                              |
| Khetranisaurus          | kréta        | növényevő           | —                                                                                              |
| Kileskus                | jura         | húsevő              | —                                                                                              |
| Kinnareemimus           | kréta        | mindenevő           | —                                                                                              |
| Klamelisaurus           | jura         | növényevő           | —                                                                                              |
| Kol                     | kréta        | húsevő              | —                                                                                              |
| Koreaceratops           | kréta        | növényevő           | —                                                                                              |
| Koreanosaurus           | kréta        | növényevő           | —                                                                                              |
| Kulceratops             | kréta        | növényevő           | —                                                                                              |
| Kunmingosaurus          | jura         | növényevő           | —                                                                                              |
| Kuszholia               | kréta        | (ismeretlen)        | —                                                                                              |
| Lamaceratops            | kréta        | növényevő           | —                                                                                              |
| Lancanjiangosaurus      | jura         | növényevő           | —                                                                                              |
| Lanzhousaurus           | kréta        | növényevő           | —                                                                                              |
| Leshansaurus            | jura         | húsevő              | —                                                                                              |
| Levnesovia              | kréta        | növényevő           | —                                                                                              |
| Liaoceratops            | kréta        | növényevő           | —                                                                                              |
| Liaoningosaurus         | kréta        | növényevő           | A legkisebb ismert ankylosaurus                                                                |
| Limusaurus              | jura         | növényevő           | —                                                                                              |
| Linheraptor             | kréta        | húsevő              | —                                                                                              |
| Luanchuanraptor         | kréta        | húsevő              | —                                                                                              |
| Lufengosaurus           | jura         | növényevő           | —                                                                                              |
| Lukousaurus             | jura         | húsevő              | Lehetséges, hogy inkább a crurotarsik közé tartozik, mint a dinoszauruszok közé.               |
| Luoyanggia              | kréta        | (ismeretlen)        | —                                                                                              |
| Machairasaurus          | kréta        | mindenevő           | —                                                                                              |
| Magnirostris            | kréta        | növényevő           | —                                                                                              |
| Mahakala                | kréta        | húsevő              | —                                                                                              |
| Maleevus                | kréta        | növényevő           | —                                                                                              |
| Mamenchisaurus          | jura         | növényevő           | —                                                                                              |
| Mandschurosaurus        | kréta        | növényevő           | —                                                                                              |
| Marisaurus              | kréta        | növényevő           | —                                                                                              |
| Megacervixosaurus       | kréta        | növényevő           | —                                                                                              |
| Mei                     | kréta        | húsevő              | —                                                                                              |
| Microceratus            | kréta        | növényevő           | —                                                                                              |
| Microdontosaurus        | (ismeretlen) | növényevő           | A lelet kora kétséges.                                                                         |
| Microhadrosaurus        | kréta        | növényevő           | —                                                                                              |
| Micropachycephalosaurus | kréta        | növényevő           | —                                                                                              |
| Microraptor             | kréta        | húsevő              | —                                                                                              |
| Mifunesaurus            | kréta        | húsevő              | —                                                                                              |
| Minotaurasaurus         | kréta        | növényevő           | —                                                                                              |
| Mongolosaurus           | kréta        | növényevő           | —                                                                                              |
| Monkonosaurus           | jura         | növényevő           | —                                                                                              |
| Monolophosaurus         | jura         | húsevő              | —                                                                                              |
| Mononykus               | kréta        | húsevő              | —                                                                                              |
| Nanningosaurus          | kréta        | növényevő           | —                                                                                              |
| Nanshiungosaurus        | kréta        | húsevő              | —                                                                                              |
| Nanyangosaurus          | kréta        | növényevő           | —                                                                                              |
| Neimongosaurus          | kréta        | növényevő           | —                                                                                              |
| Nemegtomaia             | kréta        | húsevő/mindenevő    | —                                                                                              |
| Nemegtosaurus           | kréta        | növényevő           | —                                                                                              |
| Ngexisaurus             | jura         | húsevő              | —                                                                                              |
| Nipponosaurus           | kréta        | növényevő           | —                                                                                              |
| Nomingia                | kréta        | húsevő/mindenevő    | —                                                                                              |
| Nurosaurus              | kréta        | növényevő           | —                                                                                              |
| Olorotitan              | kréta        | növényevő           | —                                                                                              |
| Omeisaurus              | jura         | növényevő           | —                                                                                              |
| Opisthocoelicaudia      | kréta        | növényevő           | —                                                                                              |
| Oshanosaurus            | jura         | növényevő           | —                                                                                              |
| Otogosaurus             | kréta        | növényevő           | —                                                                                              |
| Oviraptor               | kréta        | mindenevő           | —                                                                                              |
| Pakisaurus              | kréta        | növényevő           | —                                                                                              |
| Parvicursor             | kréta        | (ismeretlen)        | —                                                                                              |
| Pedopenna               | jura         | (ismeretlen)        | —                                                                                              |
| Peishansaurus           | kréta        | növényevő           | —                                                                                              |
| Penelopognathus         | kréta        | növényevő           | —                                                                                              |
| Phaedrolosaurus         | kréta        | húsevő              | —                                                                                              |
| Phuwiangosaurus         | kréta        | növényevő           | —                                                                                              |
| Pinacosaurus            | kréta        | növényevő           | —                                                                                              |
| Platyceratops           | kréta        | növényevő           | —                                                                                              |
| Prenocephale            | kréta        | növényevő/mindenevő | —                                                                                              |
| Probactrosaurus         | kréta        | növényevő           | —                                                                                              |
| Prodeinodon             | kréta        | húsevő              | Kétséges nem                                                                                   |
| Protarchaeopteryx       | kréta        | növényevő/mindenevő | —                                                                                              |
| Protoceratops           | kréta        | növényevő           | —                                                                                              |
| Protognathosaurus       | jura         | növényevő           | —                                                                                              |
| Psittacosaurus          | kréta        | növényevő           | —                                                                                              |
| Pukyongosaurus          | kréta        | növényevő           | —                                                                                              |
| Qiaowanlong             | kréta        | növényevő           | —                                                                                              |
| Qingxiusaurus           | kréta        | növényevő           | —                                                                                              |
| Qinlingosaurus          | kréta        | növényevő           | —                                                                                              |
| Quaesitosaurus          | kréta        | növényevő           | —                                                                                              |
| Raptorex                | kréta        | húsevő              | —                                                                                              |
| Rinchenia               | kréta        | mindenevő           | —                                                                                              |
| Ruyangosaurus           | kréta        | növényevő           | —                                                                                              |
| Sahaliyania             | kréta        | növényevő           | —                                                                                              |
| Saichania               | kréta        | növényevő           | —                                                                                              |
| Sanchusaurus            | kréta        | növényevő           | Lehetséges, hogy a Gallimimus fiatalabb szinonimája.                                           |
| Sangonghesaurus         | jura/kréta   | növényevő           | —                                                                                              |
| Sanpasaurus             | jura         | növényevő           | Kétséges nem.                                                                                  |
| Saurolophus             | kréta        | növényevő           | —                                                                                              |
| Sauroplites             | kréta        | növényevő           | —                                                                                              |
| Saurornithoides         | kréta        | húsevő              | Lehetséges, hogy a Troodon fiatalabb szinonimája.                                              |
| Scansoriopteryx         | jura/kréta   | (ismeretlen)        | Sokak szerint az Epidendrosaurus szinonimája.                                                  |
| Segnosaurus             | kréta        | növényevő/mindenevő | —                                                                                              |
| Shamosaurus             | kréta        | növényevő           | —                                                                                              |
| Shanag                  | kréta        | húsevő              | —                                                                                              |
| Shantungosaurus         | kréta        | növényevő           | —                                                                                              |
| Shanxia                 | kréta        | növényevő           | —                                                                                              |
| Shanyangosaurus         | kréta        | (ismeretlen)        | —                                                                                              |
| Shaochilong             | kréta        | húsevő              | —                                                                                              |
| Shenzhousaurus          | kréta        | növényevő           | —                                                                                              |
| Shidaisaurus            | jura         | (ismeretlen)        | —                                                                                              |
| Shixinggia              | kréta        | húsevő/mindenevő    | —                                                                                              |
| Shuangmiaosaurus        | kréta        | növényevő           | —                                                                                              |
| Shunosaurus             | jura         | növényevő           | —                                                                                              |
| Shuvuuia                | kréta        | (ismeretlen)        | —                                                                                              |
| Siamosaurus             | kréta        | húsevő              | —                                                                                              |
| Siamotyrannus           | kréta        | húsevő              | —                                                                                              |
| Siluosaurus             | kréta        | növényevő           | —                                                                                              |
| Similicaudipteryx       | kréta        | mindenevő           | —                                                                                              |
| Sinocalliopteryx        | kréta        | húsevő              | —                                                                                              |
| Sinoceratops            | kréta        | növényevő           | —                                                                                              |
| Sinocoelurus            | jura         | húsevő              | —                                                                                              |
| Sinopliosaurus          | kréta        | húsevő              | —                                                                                              |
| Sinornithoides          | kréta        | húsevő              | —                                                                                              |
| Sinornithomimus         | kréta        | növényevő           | —                                                                                              |
| Sinornithosaurus        | kréta        | húsevő              | —                                                                                              |
| Sinosauropteryx         | kréta        | húsevő              | —                                                                                              |
| Sinosaurus              | triász/jura  | húsevő              | —                                                                                              |
| Sinovenator             | kréta        | húsevő              | —                                                                                              |
| Sinraptor               | jura         | húsevő              | —                                                                                              |
| Sinusonasus             | kréta        | húsevő              | —                                                                                              |
| Sinotyrannus            | kréta        | húsevő              | —                                                                                              |
| Sonidosaurus            | kréta        | növényevő           | —                                                                                              |
| SPS 100/44              | kréta        | húsevő/mindenevő    | —                                                                                              |
| Stegosaurides           | kréta        | növényevő           | —                                                                                              |
| Sugiyamasaurus          | kréta        | növényevő           | —                                                                                              |
| Sulaimanisaurus         | kréta        | növényevő           | —                                                                                              |
| Suzhousaurus            | kréta        | növényevő           | —                                                                                              |
| Szechuanoraptor         | jura         | növényevő           | —                                                                                              |
| Szechuanosaurus         | jura         | húsevő              | —                                                                                              |
| Talarurus               | kréta        | növényevő           | —                                                                                              |
| Tangvayosaurus          | kréta        | növényevő           | —                                                                                              |
| Tanius                  | kréta        | növényevő           | —                                                                                              |
| Tarbosaurus             | kréta        | húsevő              | —                                                                                              |
| Tarchia                 | kréta        | növényevő           | —                                                                                              |
| Tatisaurus              | jura         | növényevő           | —                                                                                              |
| Therizinosaurus         | kréta        | növényevő           | Szokatlan testfelépítéssel és nagy karmokkal rendelkezett.                                     |
| Tianchisaurus           | jura         | növényevő           | —                                                                                              |
| Tianyulong              | kréta        | növényevő           | —                                                                                              |
| Tianyuraptor            | kréta        | húsevő              | —                                                                                              |
| Tianzhenosaurus         | kréta        | növényevő           | —                                                                                              |
| Tienshanosaurus         | jura         | növényevő           | —                                                                                              |
| Tochisaurus             | kréta        | mindenevő           | —                                                                                              |
| Tonganosaurus           | jura         | növényevő           | —                                                                                              |
| Tonouchisaurus          | kréta        | (ismeretlen)        | —                                                                                              |
| Tsaagan                 | kréta        | húsevő              | —                                                                                              |
| Tsagantegia             | kréta        | növényevő           | —                                                                                              |
| Tsintaosaurus           | kréta        | növényevő           | —                                                                                              |
| Tsuchikurasaurus        | kréta        | húsevő              | —                                                                                              |
| Tugulusaurus            | kréta        | (ismeretlen)        | —                                                                                              |
| Tuojiangosaurus         | jura         | növényevő           | —                                                                                              |
| Turanoceratops          | kréta        | növényevő           | Az első Észak-Amerikán kívül felfedezett ceratopsida (bár a ceratopsiák máshonnan is ismertek) |
| Tylocephale             | kréta        | növényevő           | —                                                                                              |
| Udanoceratops           | kréta        | növényevő           | —                                                                                              |
| Ultrasaurus             | kréta        | növényevő           | Kétséges nem                                                                                   |
| Urbacodon               | kréta        | húsevő              | —                                                                                              |
| Velociraptor            | kréta        | húsevő              | Tollas, körülbelül pulykaméretű állat.                                                         |
| Vitakridrinda           | kréta        | húsevő              | —                                                                                              |
| Wakinosaurus            | kréta        | húsevő              | —                                                                                              |
| Wannanosaurus           | kréta        | növényevő           | —                                                                                              |
| Wuerhosaurus            | kréta        | növényevő           | A kréta időszakban élt stegosaurida.                                                           |
| Wulagasaurus            | kréta        | növényevő           | —                                                                                              |
| Xianshanosaurus         | kréta        | növényevő           | —                                                                                              |
| Xiaosaurus              | jura         | növényevő           | —                                                                                              |
| Xinjiangovenator        | kréta        | (ismeretlen)        | —                                                                                              |
| Xiongguanlong           | kréta        | húsevő              | —                                                                                              |
| Xixianykus              | kréta        | (ismeretlen)        | —                                                                                              |
| Xixiasaurus             | kréta        | húsevő              | —                                                                                              |
| Xixiposaurus            | jura         | mindenevő           | —                                                                                              |
| Xuanhanosaurus          | jura         | húsevő              | —                                                                                              |
| Xuanhuaceratops         | jura         | növényevő           | —                                                                                              |
| Yamaceratops            | kréta        | növényevő           | —                                                                                              |
| Yandangornis            | kréta        | húsevő              | —                                                                                              |
| Yandusaurus             | jura         | növényevő           | —                                                                                              |
| Yangchuanosaurus        | jura         | húsevő              | —                                                                                              |
| Yibinosaurus            | jura         | növényevő           | —                                                                                              |
| Yimenosaurus            | jura         | növényevő           | —                                                                                              |
| Yingshanosaurus         | jura         | növényevő           | A nem egyetlen fosszilis példánya elveszett.                                                   |
| Yi                      | jura         | (ismeretlen)        | —                                                                                              |
| Yinlong                 | jura         | növényevő           | —                                                                                              |
| Yixianosaurus           | kréta        | (ismeretlen)        | —                                                                                              |
| Yuanmousaurus           | jura         | növényevő           | —                                                                                              |
| Yunnanosaurus           | jura         | növényevő           | —                                                                                              |
| Yunxiansaurus           | kréta        | növényevő           | —                                                                                              |
| Zanabazar               | kréta        | húsevő              | —                                                                                              |
| Zhejiangosaurus         | kréta        | növényevő           | —                                                                                              |
| Zhongyuansaurus         | kréta        | növényevő           | —                                                                                              |
| Zhuchengosaurus         | kréta        | növényevő           | —                                                                                              |
| Zigongosaurus           | jura         | növényevő           | —                                                                                              |
| Zizhongosaurus          | jura         | növényevő           | —                                                                                              |
| Zuolong                 | jura         | húsevő              | —                                                                                              |

## Színmagyarázat
| Nomen dubium |
| Érvénytelen  |
| Nomen nudum  |

## A megjelenés feltételei
- A dinoszaurusznak szerepelnie kell a Dinoszauruszok listáján.
- Az állat fosszíliáinak Ázsia területéről kell származnia.
- Ez a lista kiegészítés a Kategória:Ázsia dinoszauruszai alatt felsoroltakhoz.

## Fordítás
- Ez a szócikk részben vagy egészben a List of Asian dinosaurs című angol Wikipédia-szócikk ezen változatának fordításán alapul.  Az eredeti cikk szerkesztőit annak laptörténete sorolja fel. Ez a jelzés csupán a megfogalmazás eredetét és a szerzői jogokat jelzi, nem szolgál a cikkben szereplő információk forrásmegjelöléseként.